# Kaunas
Kaunas anhörenⓘ (deutsch veraltet Kauen, russisch Ковно Kowno, belarussisch Коўна Kouna, polnisch Kowno, jiddisch קאָוונע Kovne, hebräisch קובנה Kovna) ist mit über 311.500 Einwohnern (Stand 2025) die zweitgrößte Stadt Litauens, die viertgrößte Stadt des Baltikums, und das Zentrum des Regierungsbezirks Kaunas. Sie hat den Status einer Stadtgemeinde, hat also einen gewählten Bürgermeister und Stadtrat. Sie wird von der Rajongemeinde Kaunas umgeben, deren Verwaltungssitz sie ist.
Neben einer breitgefächerten, von der Verkehrslage der Stadt begünstigten Wirtschaft existieren in Kaunas mehrere Universitäten sowie viele Galerien. Insbesondere die Textilkunst, deren Wurzeln in der traditionell bedeutenden Textilindustrie liegen, ist in der Stadt stark vertreten, was sich auch in der großen, mittlerweile international hochangesehenen Textilkunst-Biennale Kaunas niederschlägt. Die Stadt war im Jahr 2022, gemeinsam mit dem luxemburgischen Esch an der Alzette und dem serbischen Novi Sad, Kulturhauptstadt Europas.
In der 45. Sitzung des Welterbekomitees im Jahr 2023 wurden Teile Kaunas, Naujamiestis und Žaliakalnis, in die Stätten des Welterbes aufgenommen.

## Geographie

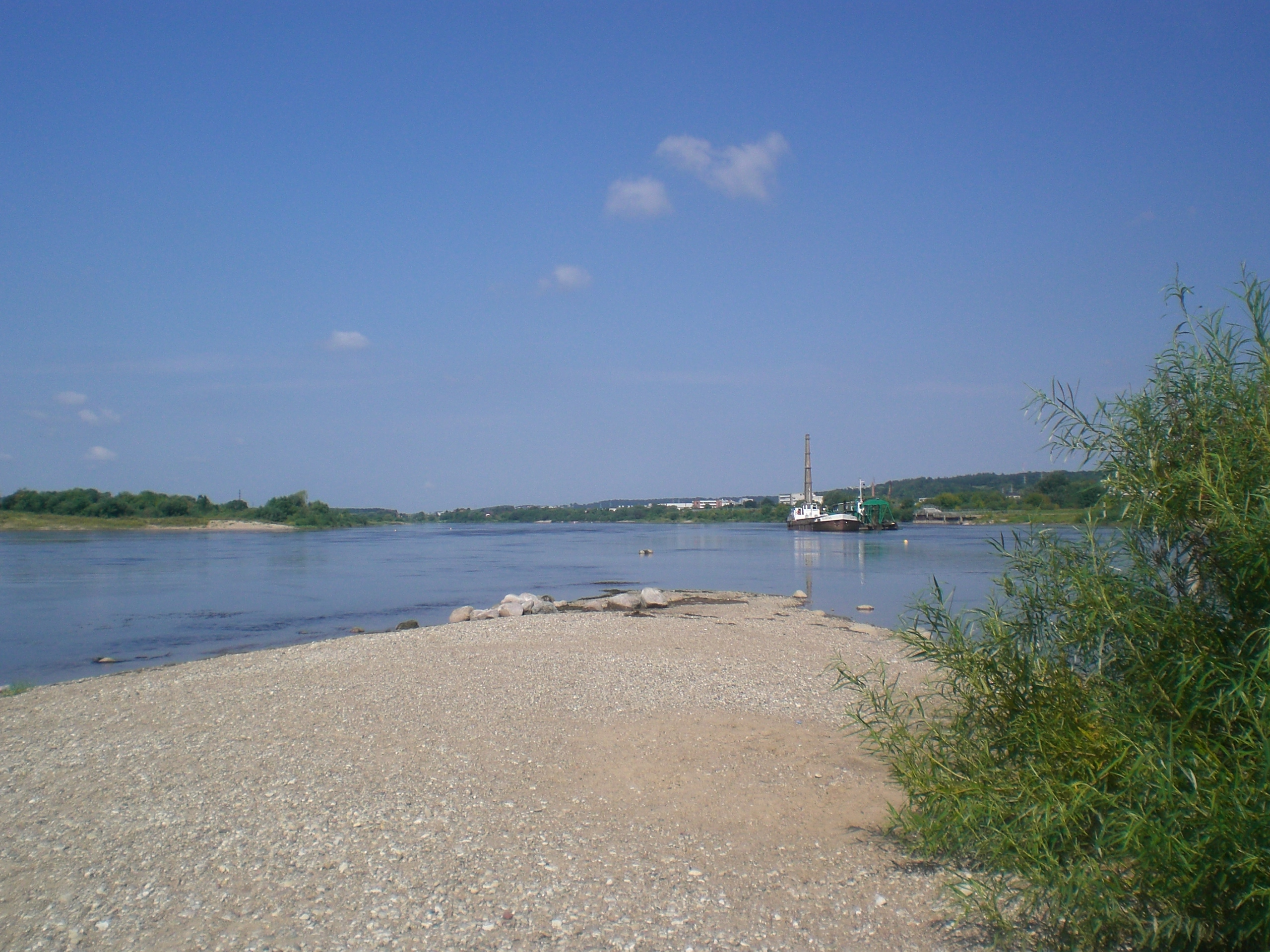
Zusammenfluss von Memel (links) und Neris

### Lage
Kaunas liegt an der Mündung der Neris in die Memel (litauisch Nemunas) und etwa 100 km westlich der litauischen Hauptstadt Vilnius in der Nähe der geographischen Mitte des Landes in der Mittellitauischen Niederung. Oberhalb der Stadt ist die Memel seit 1959 zum Kaunasser Stausee aufgestaut, im Westen der Stadt befindet sich der Lampėdis, ein etwa 125 ha großer See nördlich der Memel, der aus einer gefluteten Kiesgrube entstand und als Naherholungsgebiet genutzt wird.

### Klima
Kaunas befindet sich mit seinem humiden Klima in der kühlgemäßigten Klimazone mit Einfluss des Kontinentalklimas. In der Klimaklassifikation ist es als DfB eingeordnet, das heißt:
- (D) der kälteste Monat hat eine Temperatur von weniger als −3 °C, der wärmste Monat liegt über 10 °C,
- (f) alle Monate sind feucht und
- (B) die Temperatur liegt unter 22 °C, es gibt aber noch mindestens vier Monate, die wärmer als 10 °C sind.

Die durchschnittliche Jahrestemperatur in der Stadt beträgt etwa 6 °C. Obwohl der Jahresniederschlag nur bei 609 mm (zum Vergleich Köln: 798 mm) liegt, ist er höher als die Verdunstung, weshalb ein humides Klima vorherrscht.
Die wärmsten Monate sind Juli und August mit durchschnittlich 18,2 °C bzw. 17,5 °C, die kältesten Monate sind Januar und Februar mit −3,3 °C bzw. −3,1 °C im Mittel. Der meiste Niederschlag fällt in den Monaten Juni und Juli mit durchschnittlich jeweils 74 mm bzw. 71 mm, der geringste im Februar mit durchschnittlich 27 mm.
|                        | Jan  | Feb  | Mär  | Apr  | Mai  | Jun  | Jul  | Aug  | Sep  | Okt  | Nov  | Dez  |   |      |
| Mittl. Temperatur (°C) | −3,3 | −3,1 | 0,9  | 7,4  | 13,0 | 15,8 | 18,2 | 17,5 | 12,7 | 7,5  | 1,9  | −2,0 | ⌀ | 7,3  |
| Mittl. Tagesmax. (°C)  | −2,9 | −1,7 | 2,9  | 11,0 | 18,1 | 21,5 | 23,1 | 21,8 | 17,7 | 11,1 | 3,8  | −0,9 | ⌀ | 10,5 |
| Mittl. Tagesmin. (°C)  | −7,8 | −7,5 | −4,0 | 1,9  | 7,2  | 10,6 | 13,0 | 12,1 | 8,7  | 4,2  | −0,6 | −5,1 | ⌀ | 2,8  |
|                        |      |      |      |      |      |      |      |      |      |      |      |      |   |      |
| Niederschlag (mm)      | 36   | 27   | 32   | 41   | 54   | 74   | 71   | 69   | 57   | 50   | 52   | 46   | Σ | 609  |
|                        |      |      |      |      |      |      |      |      |      |      |      |      |   |      |
| Sonnenstunden (h/d)    | 1,4  | 2,5  | 3,9  | 5,4  | 8,3  | 8,7  | 8,2  | 8,0  | 5,3  | 3,6  | 1,5  | 1,0  | ⌀ | 4,8  |
|                        |      |      |      |      |      |      |      |      |      |      |      |      |   |      |
| Regentage (d)          | 10   | 7    | 9    | 10   | 9    | 10   | 11   | 8    | 11   | 10   | 12   | 12   | Σ | 119  |
|                        |      |      |      |      |      |      |      |      |      |      |      |      |   |      |
| Luftfeuchtigkeit (%)   | 86   | 86   | 80   | 74   | 73   | 70   | 74   | 78   | 82   | 86   | 89   | 89   | ⌀ | 80,6 |

| −7,8 |

| −7,5 |

| −4,0 |

| 1,9 |

| 7,2 |

| 10,6 |

| 13,0 |

| 12,1 |

| 8,7 |

| 4,2 |

| −0,6 |

| −5,1 |

| −7,8 |

| −7,5 |

| −4,0 |

| 1,9 |

| 7,2 |

| 10,6 |

| 13,0 |

| 12,1 |

| 8,7 |

| 4,2 |

| −0,6 |

| −5,1 |

## Geschichte

### Mittelalter

Kaunas wird in der Carta Marina von 1539 als „Cavm“ bezeichnet.

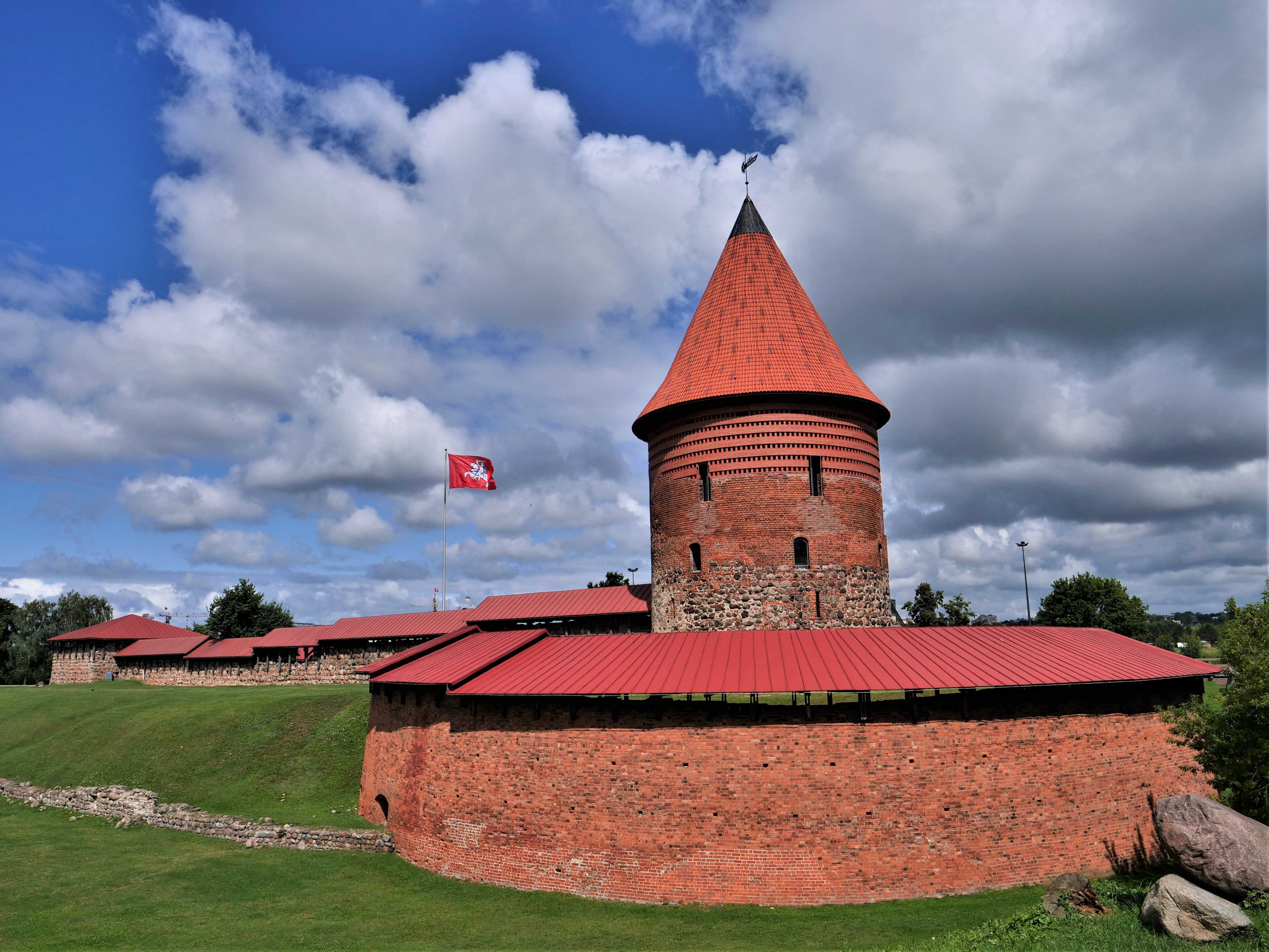
Burgansicht

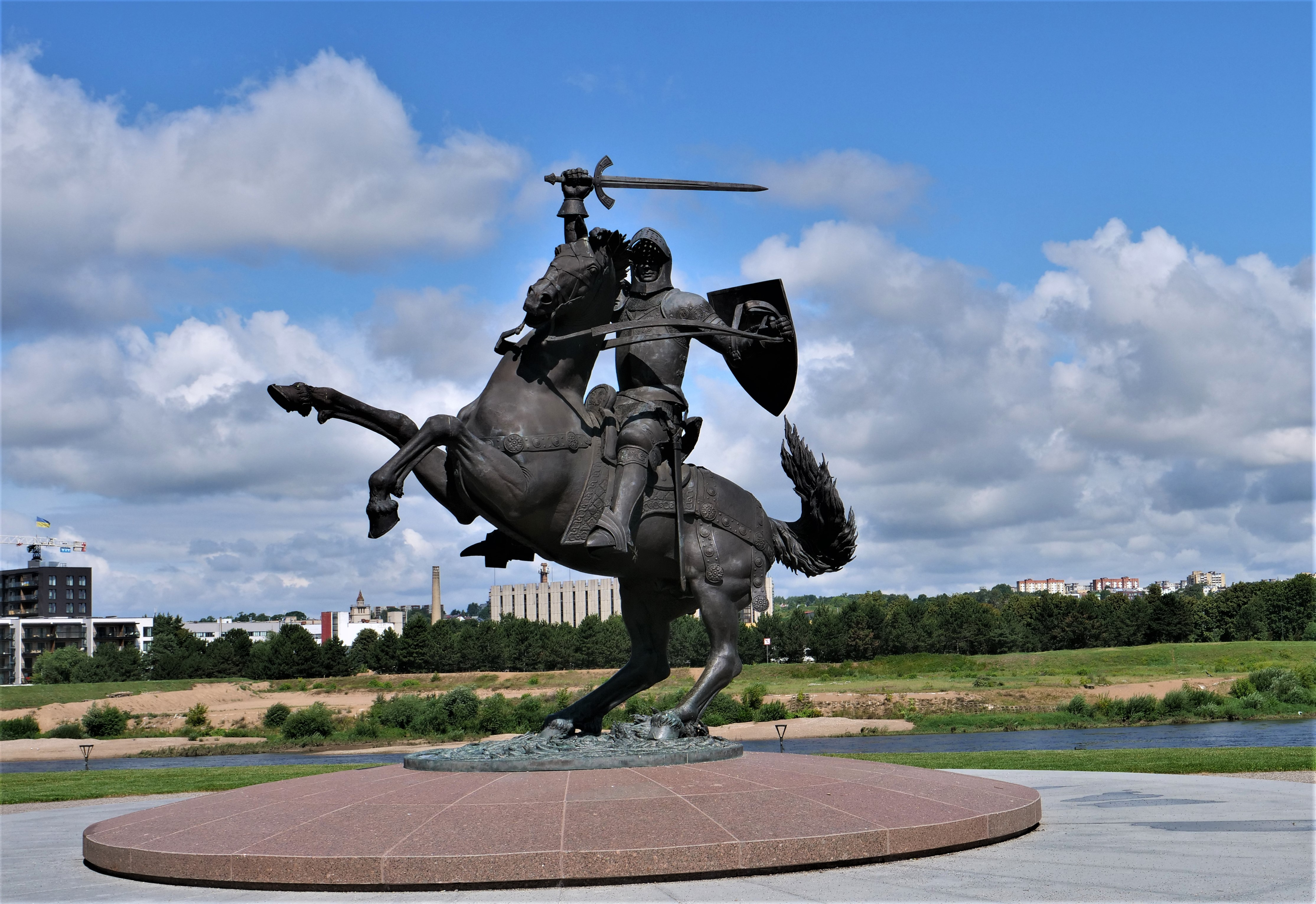
Rittermonument auf dem südlichen Ufer der Neris

Erstmals wurde 1361 eine litauische Burg an der Mündung der Neris in die Memel erwähnt. Diese Burg wurde wiederholt von Rittern des Deutschen Ordens erobert bzw. zerstört, aber stets von den Litauern unverzüglich wieder aufgebaut. Hauptgrund für die Litauerkriege des Deutschen Ordens und seine Angriffe auf Kaunas war der Versuch des Ordens, seine Territorien in Ostpreußen und in Livland miteinander zu verbinden, um so einen einheitlichen und kompakten Herrschaftsbereich von Estland über Livland bis nach Ostpreußen zu errichten. Auf dieser Nord-Süd-Achse stellte die Burg in Kaunas ein wichtiges Hindernis für die Ambitionen des Deutschen Ordens dar. Mit der vernichtenden Niederlage des Deutschen Ordens in der Schlacht bei Tannenberg gegen die vereinigten Litauer und Polen im Juli 1410 wurde dieser Konflikt zugunsten der Litauer entschieden.
Die Stadt verlor daraufhin ihre Bedeutung als Festung, erlebte aber einen Aufschwung als Handelsstadt. Nachdem bereits 1408 die Siedlung die Magdeburger Stadtrechte erhalten hatte, wurde 1440 ein Hansekontor eröffnet. Zum Handel kam das Handwerk, und aus der vormals strategisch wichtigen und hart umkämpften Burgsiedlung wurde eine verkehrsgünstig gelegene, reiche und große Stadt im polnisch-litauischen Staat.

### Neuzeit

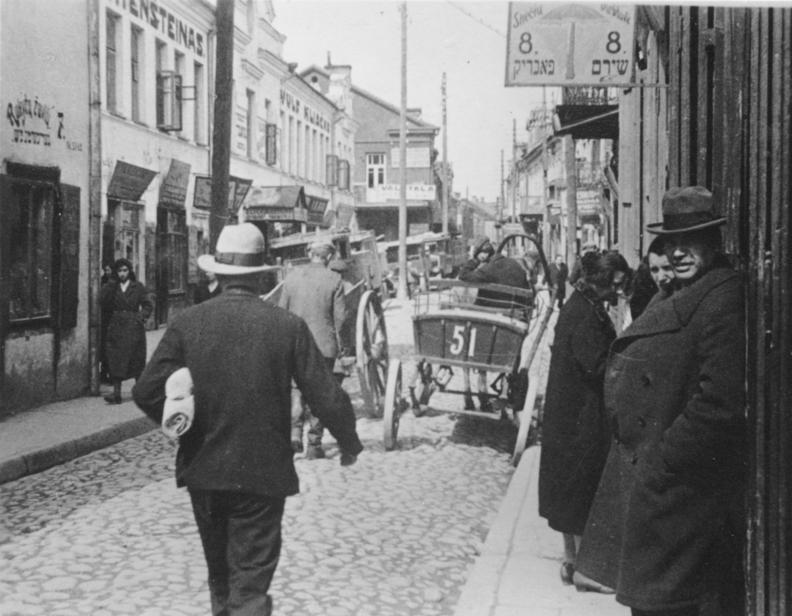
Altstadt in den 1930er Jahren

Schwere Zeiten für Kaunas brachten das 17. und 18. Jahrhundert: Von 1655 bis 1661 war die Stadt von russischen Truppen besetzt, im Jahre 1701 von den Schweden. 1670 und 1732 zerstörten Brände die Stadt, wiederholt wütete die Pest.
Seit dem 16. Jahrhundert entwickelte sich Kaunas, wie viele Orte im heutigen Litauen, zu einem bedeutenden jüdischen Zentrum und spielte so eine Rolle in der Geschichte der Juden in Litauen. Nach einem Pogrom 1761 siedelten die Juden aus dem ihnen verordneten Ghetto im Stadtzentrum in die Vorstadt Slobodka um. Slobodka stand danach als Begriff für eine „Talmud-Lehrstätte von europäischen Rang“.
Im Jahre 1900 betrug der Anteil der Juden an der Bevölkerung von Kaunas rund 37 %. Aus der damaligen Zeit ist die Choral-Synagoge erhalten.
Nachdem Kaunas im Zuge der Dritten Teilung Polens 1795 an Russland gefallen war, wurde die Stadt 1831 russische Gouvernementshauptstadt des Gouvernements Kowno. 1879 begannen die Russen, die Stadt zur Festung auszubauen, ein Kranz von sieben Forts und neun Batterien nebst weiteren Befestigungen wurde um die Stadt gezogen, zu denen 1889 ein achtes Fort hinzukam.

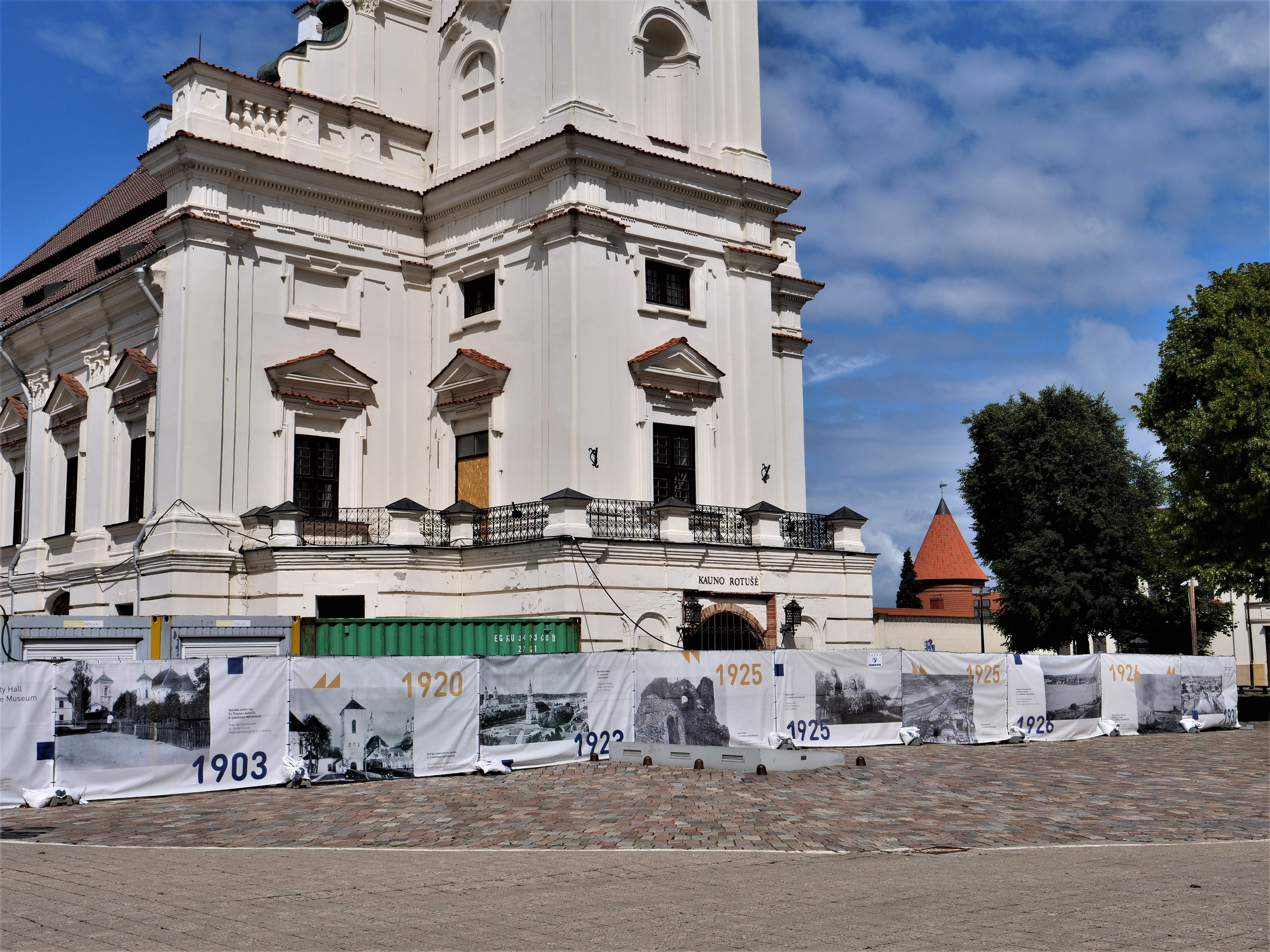
Installation vor dem Rathaus in der europäischen Kulturhauptstadt 2022

Ein umfassender Ausbau der Festung begann 1912, doch aufgrund des Ersten Weltkrieges wurde lediglich das Fort IX fertiggestellt, bevor die deutsche Armee die Stadt 1915 eroberte. 1918 erklärte sich Litauen noch unter deutscher Besatzung für unabhängig, im Dezember wurde erstmals ein Stadtrat gewählt, wobei alle Männer und Frauen ab 20 Jahren wahlberechtigt waren. 1920 intervenierten im Polnisch-Litauischen Krieg polnische Truppen in Litauen, besetzten die traditionelle litauische Hauptstadt Vilnius, die eine überwiegend polnischsprachige Bevölkerung hatte, und gliederten die gesamte Region Vilnius in das polnische Staatsgebiet ein, was mit der dortigen Bevölkerungszusammensetzung gerechtfertigt wurde. Kaunas war daher von 1920 bis 1940 die provisorische Hauptstadt Litauens (Laikinoji Sostine).
Anknüpfend an die Ideen der Settlement-Bewegung gründete 1921 der Arzt und Pädagoge Siegfried Lehmann ein Jüdisches Kinderhaus in Kaunas, in dem vor allem Kriegswaisen betreut wurden. Mit einer Gruppe der hier nach reformpädagogischen und zionistischen Idealen erzogenen und auch handwerklich ausgebildeten Jugendlichen brach Lehmann zusammen mit seiner Frau, der Ärztin Rivkah Rebecca Klivanski († 1959), Ende 1926 nach Palästina auf. Dort gründeten sie 1927 das bis heute bestehende Kinder- und Jugenddorf Ben Shemen.

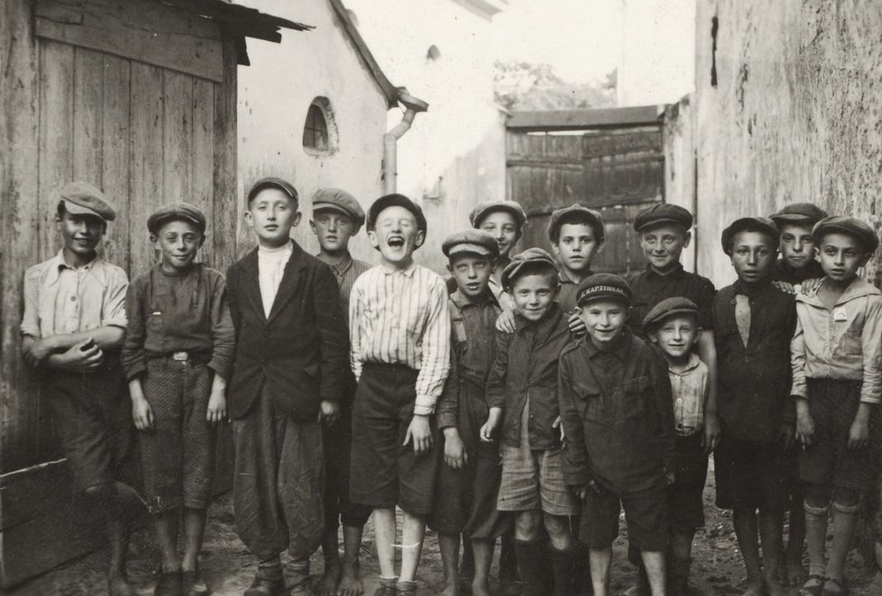
Junge Schüler des Nieviazer Cheders im Hof einer Synagoge, 1934.

1940 besetzte die Rote Armee die Stadt. Es folgten Deportationen, vor allem des litauischen Bildungs- und Besitzbürgertums, in das Innere der UdSSR. Im Juni 1941 marschierte die deutsche Wehrmacht ein, die bis Sommer 1944 als Besatzungsmacht in der von den Deutschen als Kauen bezeichneten Stadt blieb. Sofort nach Einmarsch der Wehrmacht kam es durch litauische Nationalisten zu von den deutschen Behörden geförderten bzw. geduldeten Massenmorden an Juden auf offener Straße (Kaunas Pogrom). Alsbald wurde die jüdische Bevölkerung in das neu geschaffene Ghetto Slobodka (= KZ Kauen) auf der anderen Seite der Neris (heute: Stadtteil Vilijampole) gepfercht und sukzessive in drei nahe gelegenen Forts (Gedenkstätte im Fort IX) ermordet oder in andere Konzentrationslager deportiert. Wegen der inneren Widersprüche zwischen dem litauischen Freiheitskampf und der Beteiligung litauischer Faschisten an den Massakern ist die litauische Gesellschaft noch immer nicht ausgesöhnt. Später bestand in der Stadt das Kriegsgefangenenlager 296 für deutsche Kriegsgefangene des Zweiten Weltkriegs. Schwer Erkrankte wurden im Kriegsgefangenenhospital 1245 versorgt. 1944 flohen auch aus Kaunas Litauer vor der Rückkehr der Roten Armee nach Deutschland. Von 1940 – unterbrochen durch die deutsche Besatzungszeit – bis zur erneuten litauischen Unabhängigkeit 1990 gehörte Kaunas zur Litauischen Sowjetrepublik, deren Hauptstadt erneut Vilnius wurde.
Im Zuge der Reform der Verwaltungseinteilung Litauens wurde 1995 die heutige Stadtgemeinde geschaffen. Die elf Seniūnijos (Stadtbezirke) wurden 2000 eingerichtet. Heute ist die Stadt in erster Linie Industrie-, Bildungs- und Wissenschaftsstandort. Aufgrund ihrer Lage ist sie der wichtigste Verkehrsknotenpunkt Litauens.

## Bevölkerungsentwicklung und -struktur

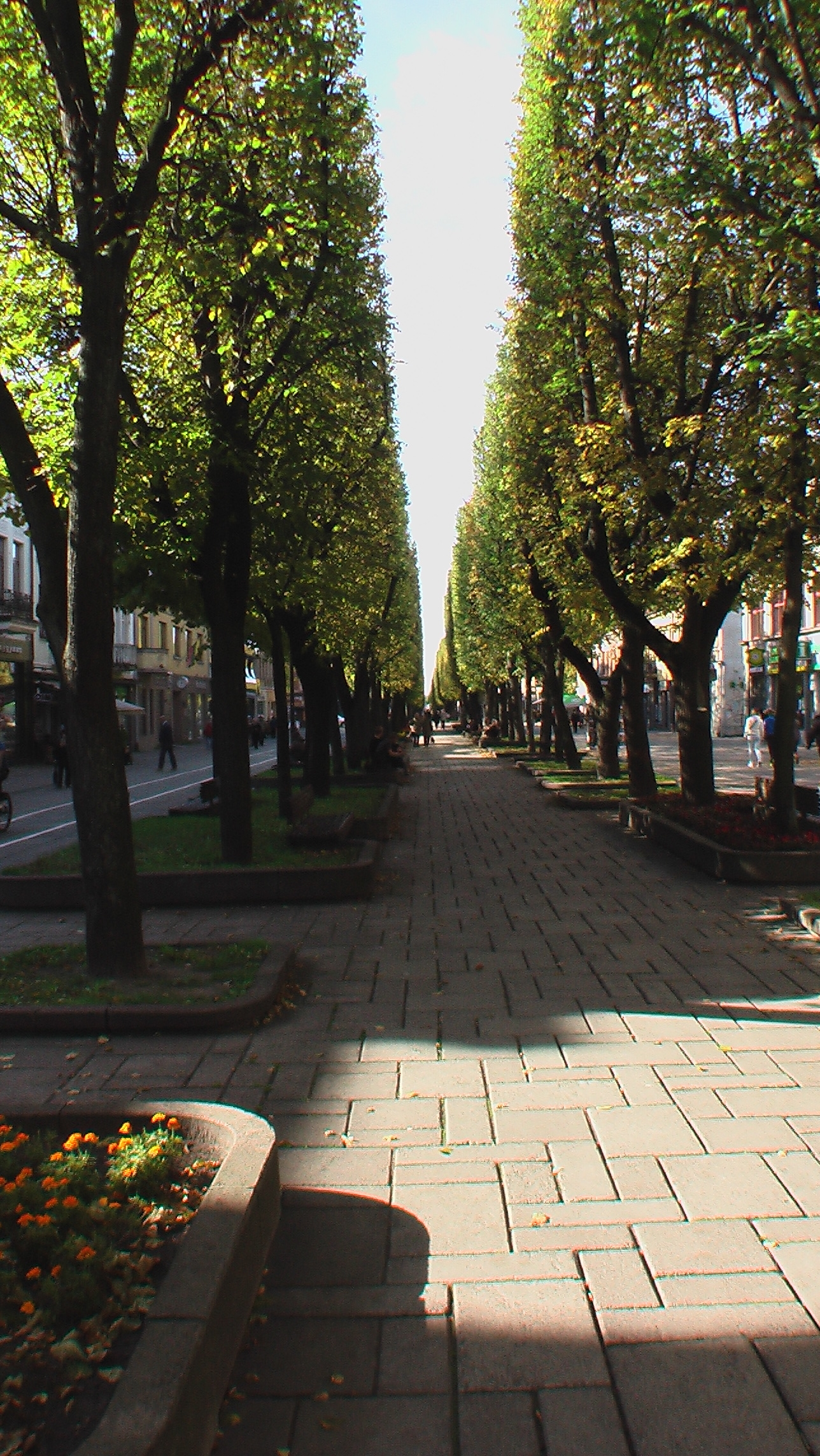
„Laisvės alėja“ in Kaunas

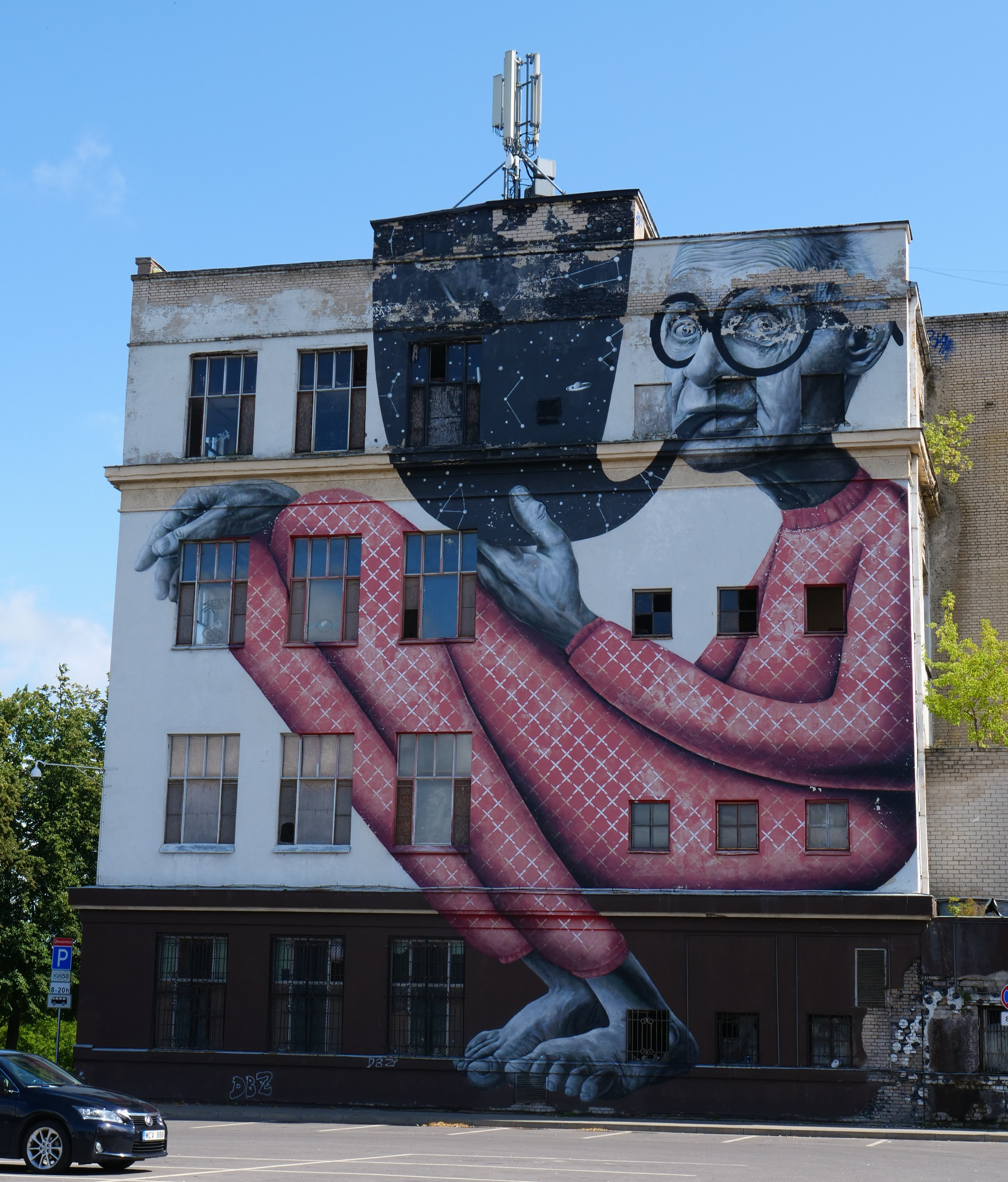
Streetart in Kaunas: „The old wise man“

| Jahr | Einwohner | Anmerkungen                                                    |
| ---- | --------- | -------------------------------------------------------------- |
| 1721 | 1600      |                                                                |
| 1808 | 4000      | davon die Hälfte Juden                                         |
| 1811 | 2500      |                                                                |
| 1818 | 3000      | darunter viele Deutsche, in 600 Häusern                        |
| 1823 | 5500      |                                                                |
| 1850 | ≈ 16.000  | zur Hälfte Juden                                               |
| 1857 | 22.000    |                                                                |
| 1863 | 23.937    |                                                                |
| 1893 | 61.500    |                                                                |
| 1897 | 72.417    | davon etwa 35.000 Juden, nach anderen Angaben 70.920 Einwohner |
| 1914 | 97.410    |                                                                |

Bevölkerungsentwicklung seit dem 20. Jahrhundert
| Jahr | Einw.   |
| ---- | ------- |
| 1923 | 92.446  |
| 1931 | 100.000 |
| 1939 | 155.460 |
| 1945 | 80.000  |
| 1959 | 216.850 |
| 1966 | 275.000 |
| 1970 | 305.600 |
| 1978 | 364.600 |

| Jahr | Einw.   |
| ---- | ------- |
| 1979 | 370.000 |
| 1985 | 405.000 |
| 1989 | 419.745 |
| 1995 | 416.605 |
| 1996 | 408.706 |
| 1997 | 402.061 |
| 1998 | 395.555 |
| 1999 | 390.623 |

| Jahr | Einw.   |
| ---- | ------- |
| 2000 | 385.620 |
| 2001 | 378.650 |
| 2006 | 360.637 |
| 2007 | 358.111 |
| 2008 | 355.586 |
| 2009 | 352.279 |
| 2010 | 348.624 |
| 2011 | 315.993 |

| Jahr | Einw.   |
| ---- | ------- |
| 2012 | 310.773 |
| 2013 | 306.888 |
| 2014 | 304.012 |
| 2015 | 301.357 |
| 2016 | 297.846 |
| 2017 | 292.677 |
| 2018 |         |
| 2020 | 289.364 |

| Volksgruppe | Litauer | Russen | Polen | Ukrainer | Belarussen |
| ----------- | ------- | ------ | ----- | -------- | ---------- |
| Prozentsatz | 93,6 %  | 3,8 %  | 0,4 % | 0,4 %    | 0,2 %      |

## Politik und Verwaltung

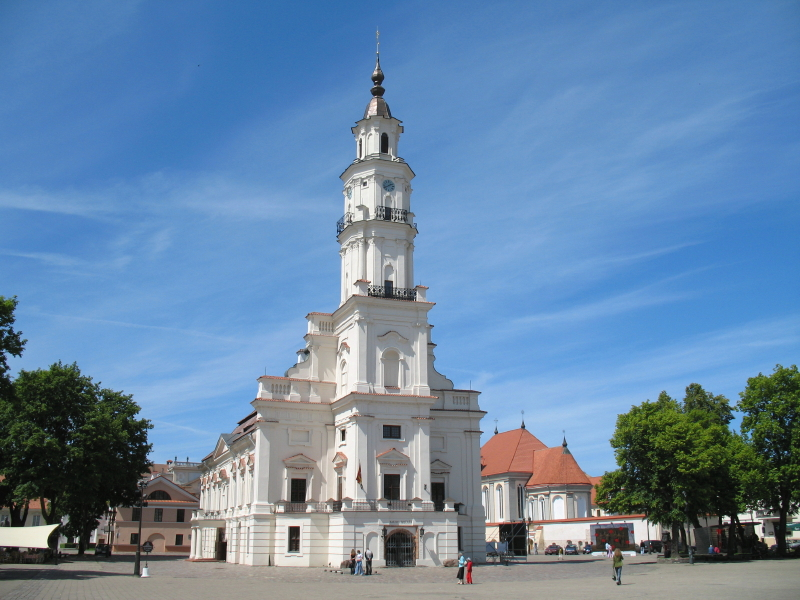
Historisches Rathaus Kaunas

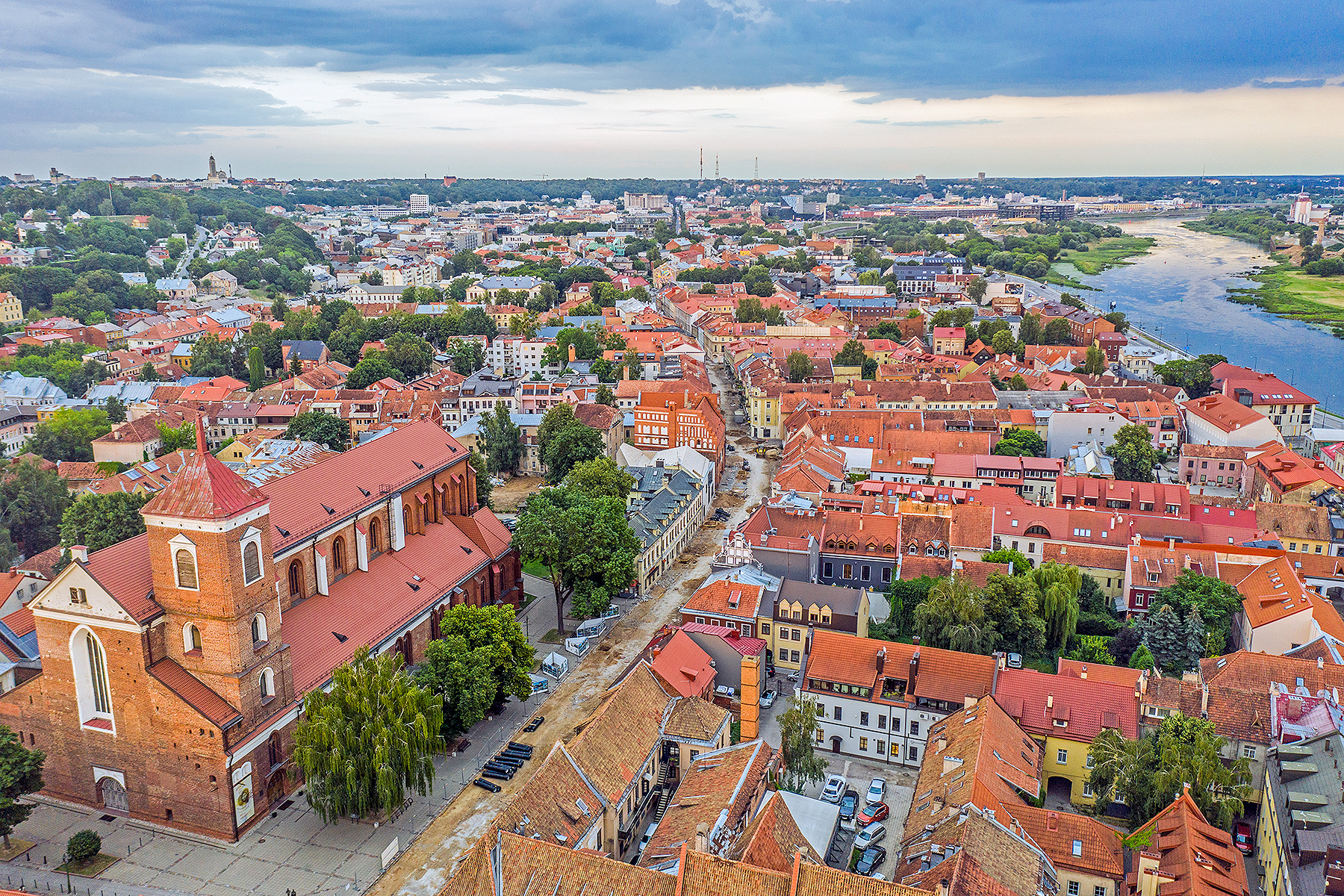
Altstadt Kaunas

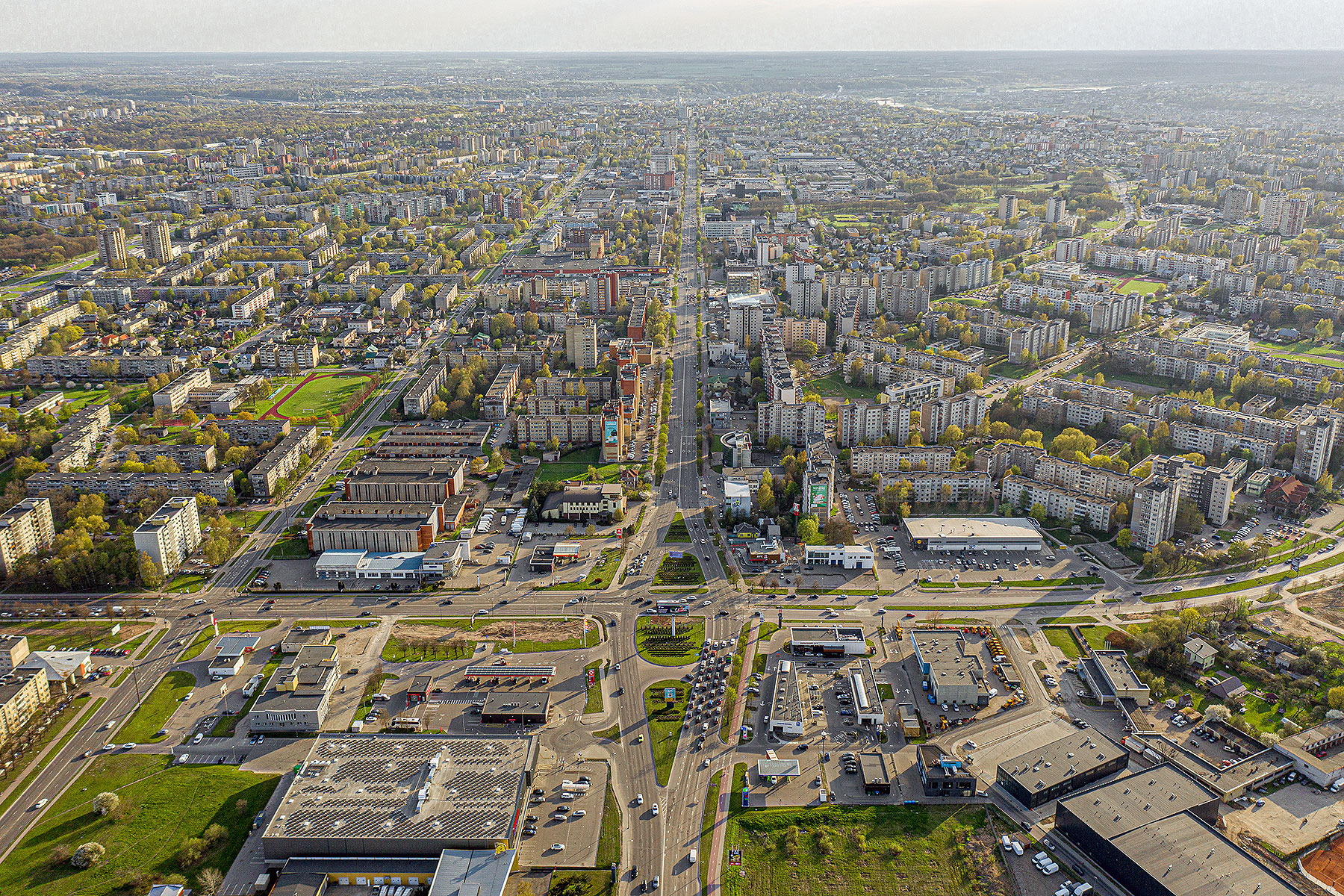
Verkehrsader Savanorių prospektas

Kaunas ist Sitz der Verwaltung der Stadtgemeinde Kaunas sowie der die Stadt umgebenden Rajongemeinde Kaunas.

### Liste der Bürgermeister seit 1921
- 1921–1931: Jonas Vileišis
- 1931:–0000 Juozas Vokietaitis
- 1932–1933: Antanas Gravrogkas
- 1933–1939: Antanas Merkys
- 1940:–0000 Antanas Garmus
- 1940–1990: keine frei gewählten Bürgermeister
- 1990–1991: Vidmantas Adomonis
- 1991–1992: Vilimas Čiurinskas
- 1992–1995: Arimantas Račkauskas
- 1995:–0000 Rimantas Tumosa
- 1995–1997: Vladas Katkevičius
- 1997:–0000 Alfonsas Andriuškevičius
- 1997–2000: Henrikas Tamulis
- 2000:–0000 Vytautas Šustauskas
- 2000:–0000 Gediminas Budnikas
- 2001–2002: Erikas Tamašauskas
- 2002–2003: Giedrius Donatas Ašmys
- 2003–2007: Arvydas Garbaravičius
- 2007–2011: Andrius Kupčinskas
- 2011:–0000 Rimantas Mikaitis
- 2011–2015: Andrius Kupčinskas
- seit 2015:–0Visvaldas Matijošaitis

### Stadtbezirke
Die Stadt erstreckt sich über ein Gebiet von 15.700 Hektar. Etwa 8.329 Hektar davon sind Parkanlagen, Gärten, Schutzgebiete und Agrarnutzflächen. Kaunas besitzt ein Stadtzentrum mit einer über 2,5 km langen Fußgängerzone, die, gesäumt von Cafés, Galerien und Boutiquen, die mittelalterliche Altstadt mit der Neustadt des 19. Jahrhunderts verbindet.
Kaunas ist unterteilt in elf Seniūnijos (Gemeindeteil, Stadtbezirk, wörtlich „Ältestenschaft“):
| Stadtbezirk (seniūnija) | Einwohner | Fläche in km² | Stadtteil (Miesto dalis)                             |
| ----------------------- | --------- | ------------- | ---------------------------------------------------- |
| Aleksoto seniūnija      | 20.000    | 24            | Aleksotas, Birutė, Freda, Kazliškiai und Marvelė     |
| Centro seniūnija        | 14.733    | 4,58          | Naujamiestis und Senamiestis                         |
| Eigulių seniūnija       | 40.000    | 14,5          | Eiguliai, Kalniečiai und Kleboniškis                 |
| Dainavos seniūnija      | 54.000    | 5,28          | Dainava                                              |
| Gričiupio seniūnija     | 25.000    | 3,81          | Gričiupis                                            |
| Panemunės seniūnija     | 16.000    | 24,77         | Panemunė, Rokai, Vaišvydava und Vičiūnai             |
| Petrašiūnų seniūnija    | 13.000    | 28,46         | Amaliai, Naujasodis, Palemonas und Petrašiūnai       |
| Šančių seniūnija        | 22.000    | 7,41          | Aukštieji Šančiai und Žemieji Šančiai                |
| Šilainių seniūnija      | 57.000    | 25,33         | Smėliai, Milikoniai, Linkuva, Romainiai und Sargėnai |
| Vilijampolės seniūnija  | 26.400    | 14,38         | Lampėdžiai, Panerys, Veršvai und Vilijampolė         |
| Žaliakalnio seniūnija   | 25.663    | 7,35          | Žaliakalnis                                          |

### Städtepartnerschaften

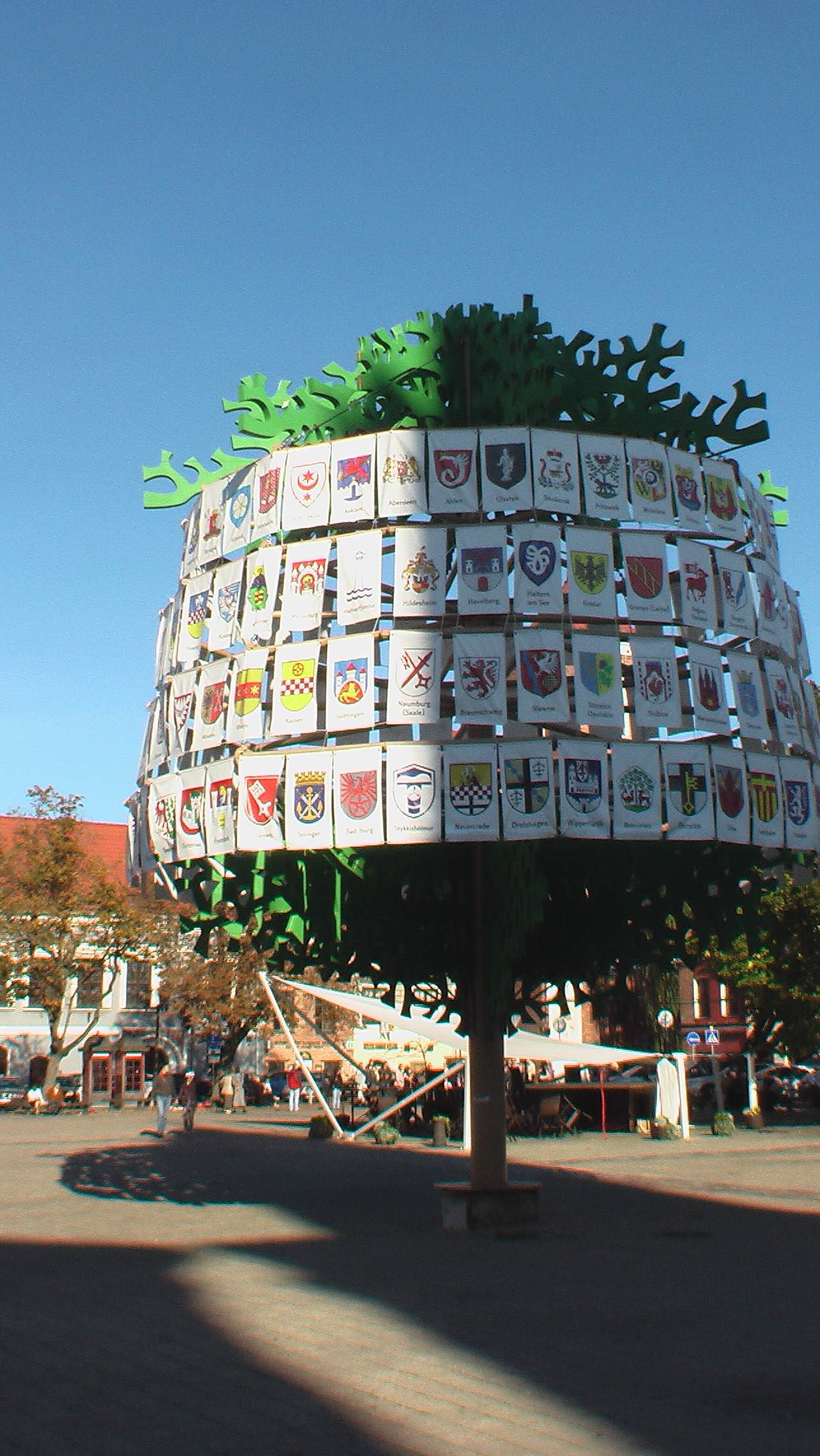
„Hansestädte-Baum“ in Kaunas

Partnerschaften hat Kaunas mit folgenden 27 Städten und Gebietskörperschaften:
| Stadt            | Region                        | Land                | seit |
| ---------------- | ----------------------------- | ------------------- | ---- |
| Białystok        | Podlachien                    | Polen               | 1994 |
| Brescia          | Lombardei                     | Italien             | 2002 |
| Brno             | Jihomoravský kraj             | Tschechien          | 1994 |
| Cava de’ Tirreni | Kampanien                     | Italien             | 2008 |
| Charkiw          | Oblast Charkiw                | Ukraine             | 2001 |
| Ferrara          | Emilia-Romagna                | Italien             | 1998 |
| Grenoble         | Auvergne-Rhône-Alpes          | Frankreich          | 1997 |
| Hordaland        | (Provinz)                     | Norwegen            | 1998 |
| Kaliningrad      | Nordwestrussland              | Russland            | 1999 |
| Linköping        | Östergötlands län             | Schweden            | 1992 |
| Kreis Lippe      | Nordrhein-Westfalen           | Deutschland         | 1989 |
| Los Angeles      | Kalifornien                   | Vereinigte Staaten  | 1991 |
| Luzk             | Oblast Wolyn                  | Ukraine             | 2013 |
| Oblast Lwiw      | –                             | Ukraine             | 2012 |
| Myślibórz        | Woiwodschaft Westpommern      | Polen               | 2012 |
| Odense           | Region Syddanmark             | Dänemark            | 1993 |
| 00 Rende         | Kalabrien                     | Italien             | 2003 |
| Riga             | Livland                       | Lettland            | 2013 |
| San Martín       | Provinz Buenos Aires          | Argentinien         | 2006 |
| Sankt Petersburg | Nordwestrussland              | Russland            | 2005 |
| Tampere          | Pirkanmaa                     | Finnland            | 1994 |
| Tartu            | Kreis Tartu                   | Estland             | 1993 |
| Toruń            | Woiwodschaft Kujawien-Pommern | Polen               | 2016 |
| Växjö            | Kronobergs län                | Schweden            | 1990 |
| Vestfold         | (Provinz)                     | Norwegen            | 1991 |
| Wrocław          | Woiwodschaft Niederschlesien  | Polen               | 1993 |
| 00 Xiamen        | Fujian                        | Volksrepublik China | 2001 |

## Bildung

### Universitäten und Hochschulen
Kaunas ist Sitz einiger Universitäten und mehrerer Hochschulen. Die größte davon ist die Technische Universität Kaunas (KTU). Des Weiteren gibt es:
- die allgemein ausgerichtete Vytautas-Magnus-Universität
- die Litauische Universität für Gesundheitswissenschaften (früher die Medizinische Universität Kaunas und die Veterinärakademie Litauens, Lietuvos veterinarijos akademija)
- die Landwirtschaftliche Universität Litauens (Lietuvos žemės ūkio universitetas)
- die Litauische Sportuniversität (Lietuvos sporto universitetas).

Hinzu kommen die Kunstfakultät Kaunas (Kauno dailės fakultetas) mit ihrer renommierten Textilkunst-Abteilung und einige Fachhochschulen, Kollegien (zum Beispiel Kolleg Kaunas, Technisches Kolleg, Kolleg für Forst- und Umweltingenieurwesen, Kooperationskolleg, Kolping-Kolleg, V. A. Graičiūnas-Hochschule für Management).
Die Militärluftfahrtschule Kaunas bestand von 1932 bis 1940.

## Sport

Logo des BC Žalgiris

Kaunas ist Sitz des litauischen Nationalstadions, des S.Dariaus-und-S.Girėno-Stadions, in dem Spiele der Litauische Fußballnationalmannschaft ausgetragen werden. Im Fußball ist die Stadt weiterhin die Heimat des Rekordmeisters FBK Kaunas sowie des Zweitligisten FK Atletas Kaunas.
In der Nationalsportart Basketball konnte der BC Žalgiris in den 1980er Jahren dreimal sowjetischer Meister werden. In den 1990er Jahren war der Verein litauischer Serienmeister und erzielte auch international große Erfolge. Er gehört heute dem nationalen Sportidol Arvydas Sabonis.
Der Handballverein HC Granitas Kaunas gewann noch zu Sowjetzeiten 1987 den EHF-Pokal und nimmt in jüngerer Zeit regelmäßig an der EHF-Champions League teil. Er spielt wie auch der BC Žalgiris in der Sporthalle Kaunas (KSH), die mit einem Fassungsvermögen von fast 4.000 Zuschauern auch internationalen Ansprüchen genügt.
2011 wurde die moderne Mehrzweckarena Žalgirio Arena mit bis zu 15.000 Plätzen eröffnet.
KSK-Kultus Kaunas war ein Sportverein der deutschen Minderheit in Kaunas. Er entstand 1929, nachdem die beiden Vereine Kownoer Sport Klub und Kultus Kaunas fusionierten. Das genaue Datum seiner Auflösung ist nicht bekannt.

## Wirtschaft

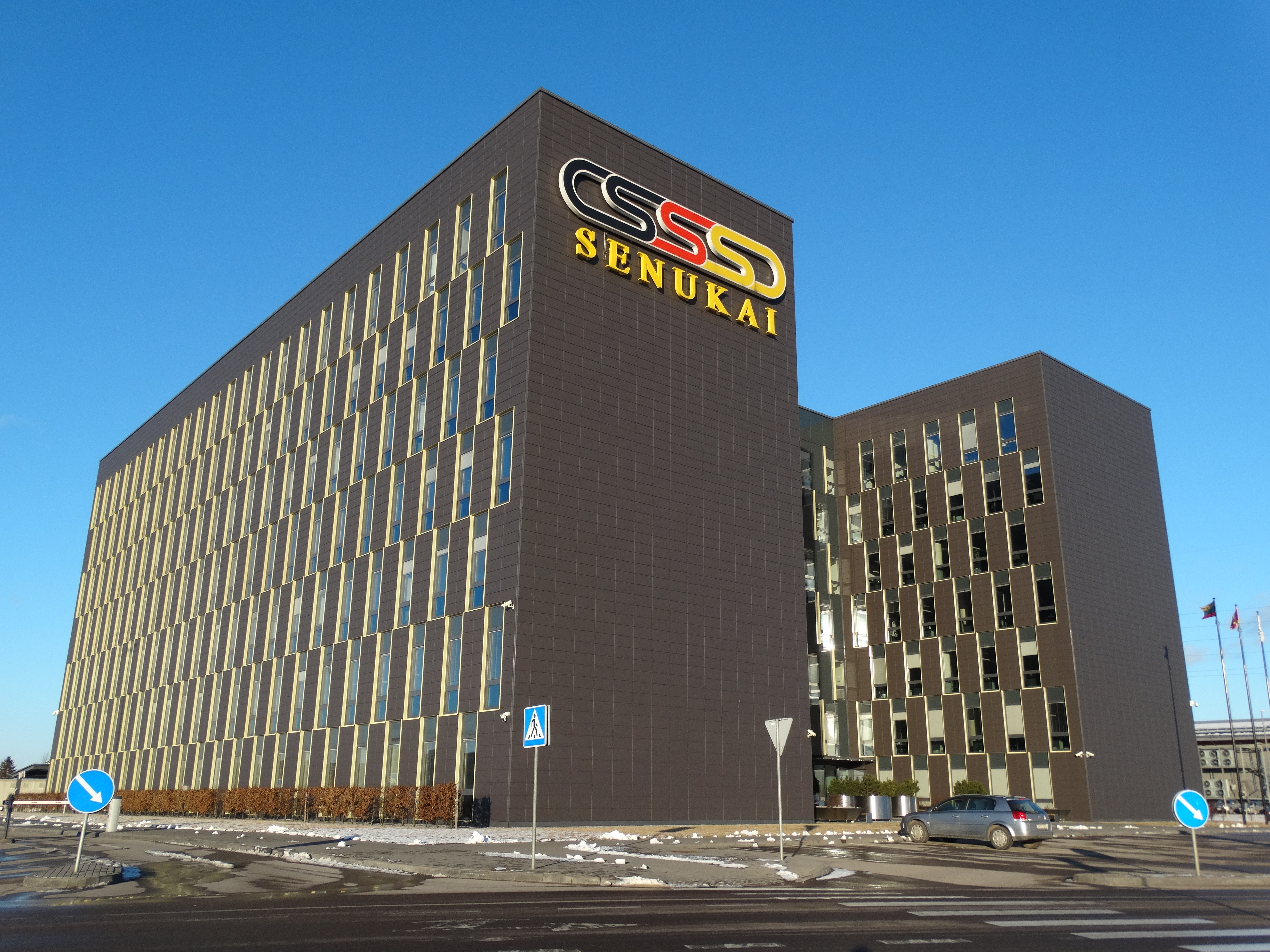
Senukai-Bürohaus

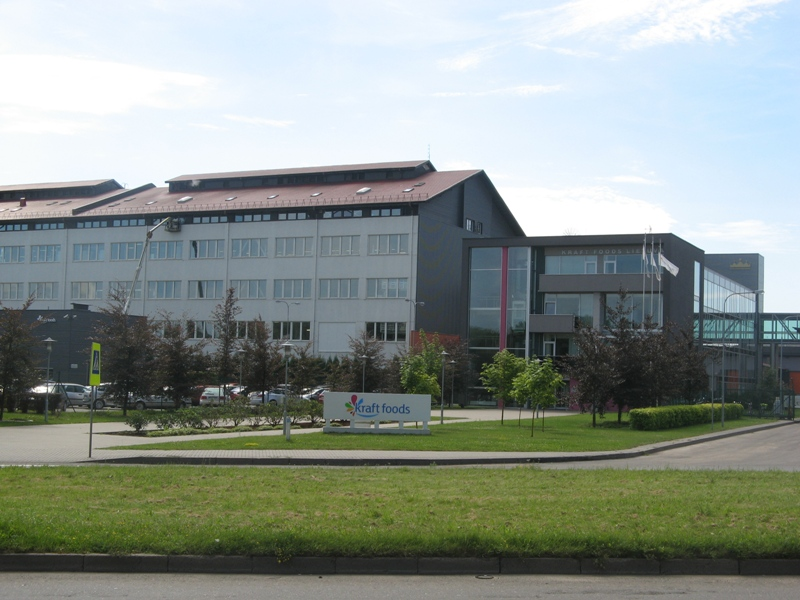
Mondelez Lietuva Production (ehem. Kraft Foods)

### Bedeutende Unternehmen
Nach der litauischen Hauptstadt Vilnius ist Kaunas eines der wichtigsten wirtschaftlichen Zentren des Landes. Zahlreiche internationale Unternehmen aus verschiedenen Branchen haben in Kaunas eine lokale Niederlassung, wie etwa Kraft Foods, Stora Enso oder Fazer, Energieunternehmen Kauno energija, litauischer Sportartikelhersteller Audimas, Möbelhersteller Kauno baldai, Süßwaren-Fabrik Mondelez Lietuva Production, Spirituosen-Hersteller Stumbras, Kreditunionen-Verband Lietuvos centrinė kredito unija, Vitaresta, Bauunternehmen YIT Lietuva, die Brauerei Volfas Engelman, viele Verkehrsunternehmen (wie Busunternehmen Kauno autobusai und Kautra, Kauno tiltai,  Kelių priežiūra), Handelsunternehmen wie ACC Distribution und Imlitex Holdings. Früher waren hier die Fluglinien Air Lithuania und Apatas Air sowie die litauische Bank Ūkio bankas ansässig.
Daneben haben auch zahlreiche einheimische Konzerne ihren Sitz in der Stadt, wie etwa die Baumarkt-Kette Kesko Senukai Lithuania, Lebensmittel-Hersteller Vičiūnų grupė, die Agrarkonzerne wie KG Group, Lytagra, Agrokoncerno grūdai und Agrokoncerno grupė, der Elektronikhersteller ACME oder das Pharmaunternehmen Sanitas sowie Apothekenketten Eurokos und Gintarinė vaistinė.

### Freie Wirtschaftszone Kaunas

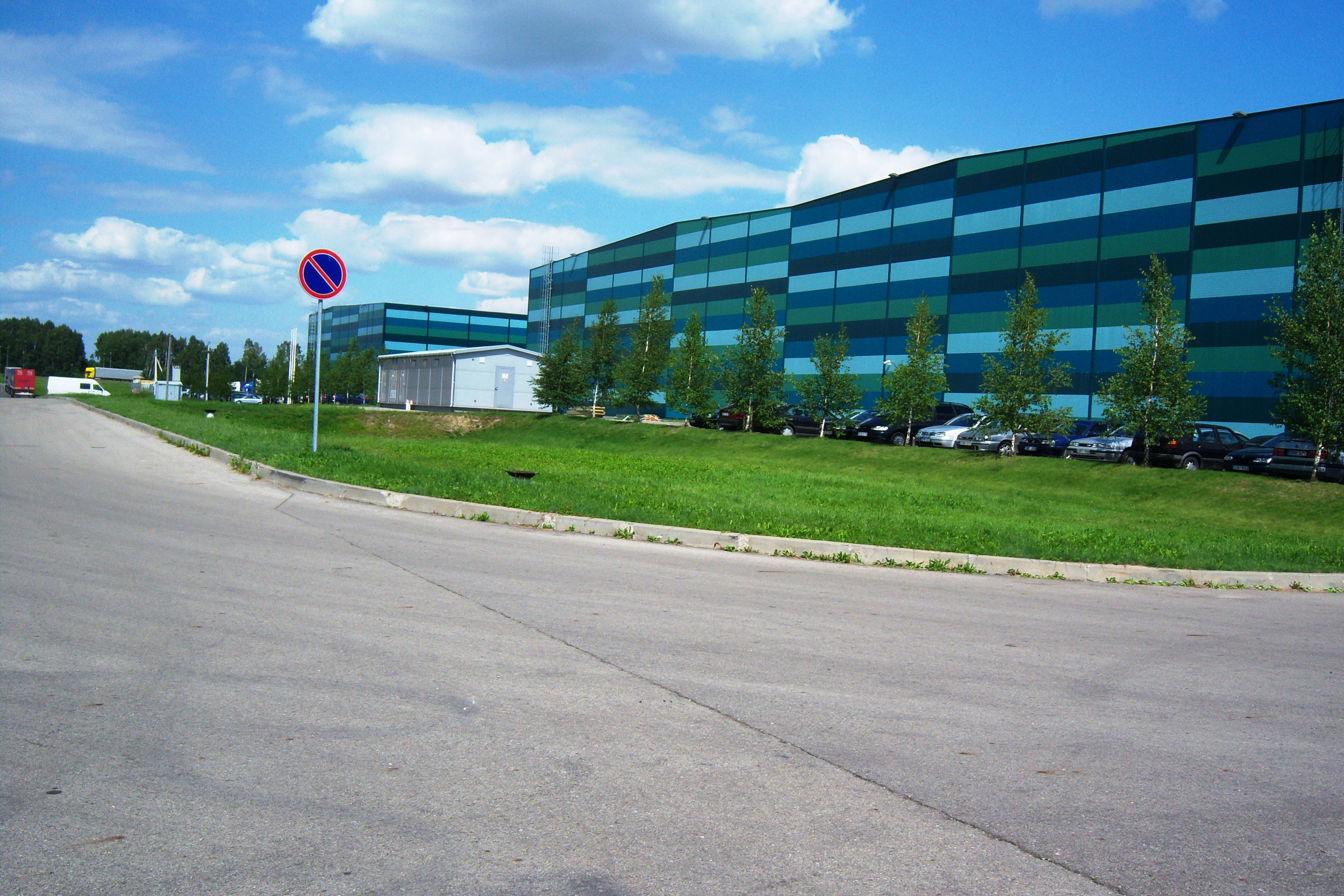
Freie Wirtschaftszone Kaunas

In der Freie Wirtschaftszone Kaunas sind viele ausländische und einheimische Unternehmen ansässig.
Deutsche Unternehmen
- Continental AG: Elektronik-Komponente, 1.000 Mitarbeiter (geplant)
- Hella: Automobilzulieferer, 250 Mitarbeiter
- Hellmann Worldwide Logistics: Transport- und Logistik (60 Mitarbeiter)
- Lidl-Logistikzentrum (130 Mitarbeiter)

Andere
- DPD Lietuva
- Hollister: Medizintechnik, USA
- RUN Engineering, USA
- Finnfoam: Baumaterialien, Finnland
- Fitsout UAB: Möbelhersteller und Inneneinrichtungsleistungen, 300 Mitarbeiter
- Axioma Metering UAB: Messgeräte (200 Mitarbeiter)
- Ryterna UAB: Garagentor
- Aibė
- Aconitum UAB: Pharma
- Pienas LT: Milchunternehmen, größte Landwirtschaftsgenossenschaft in Litauen

## Kultur

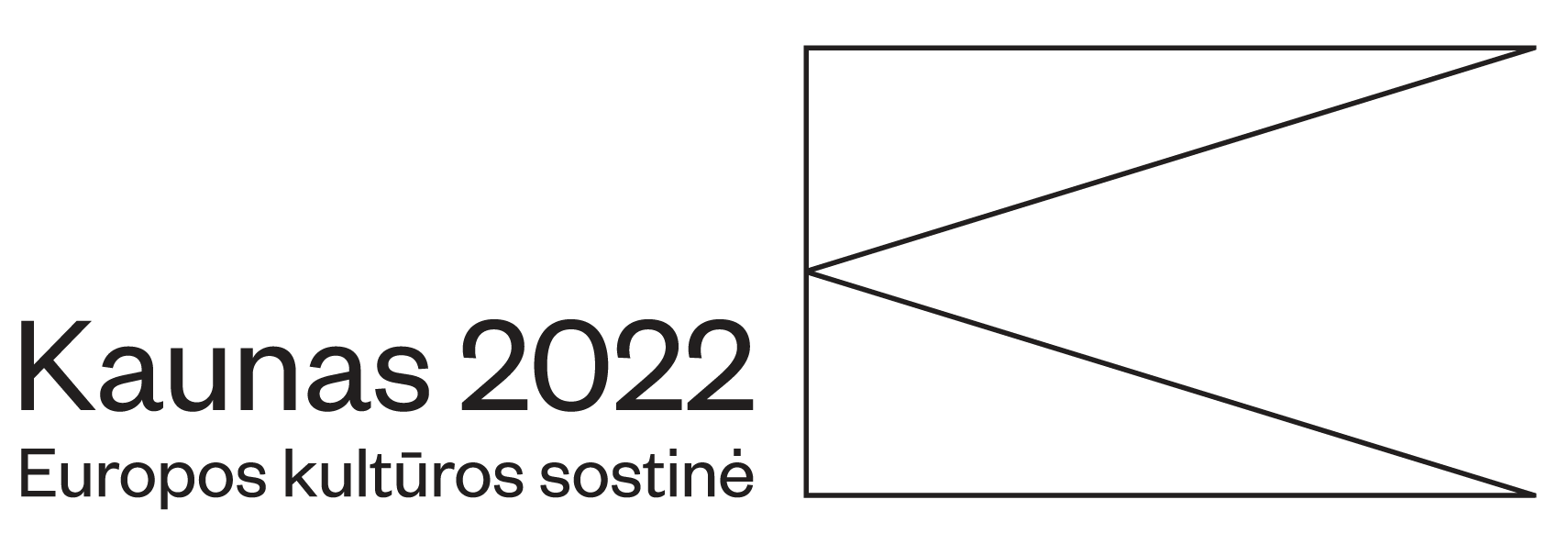
Kulturhauptstadt Europas 2022

Kaunas war 2022, gemeinsam mit dem luxemburgischen Esch an der Alzette, Kulturhauptstadt Europas.

### Museen

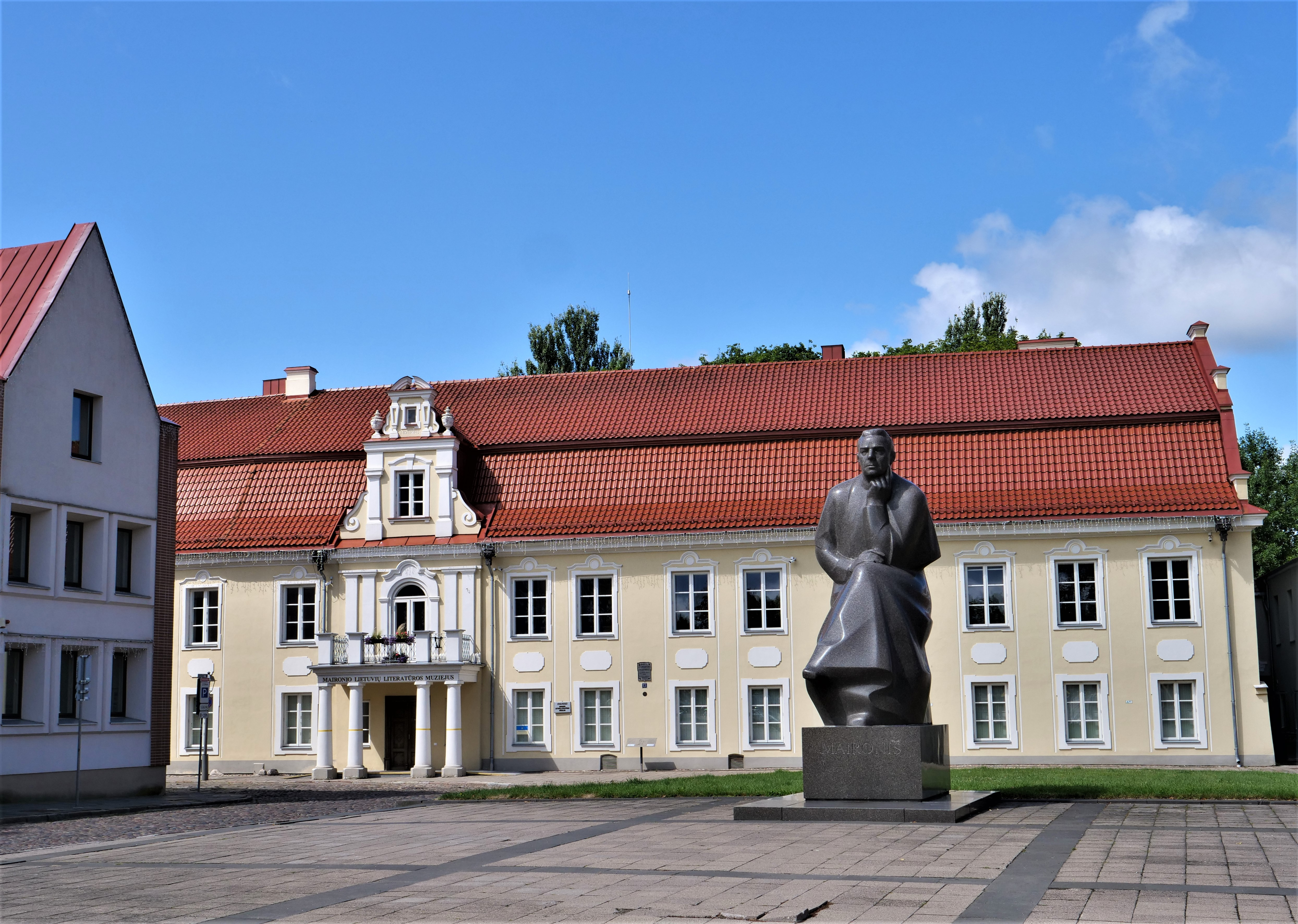
Maironis-Denkmal und -museum

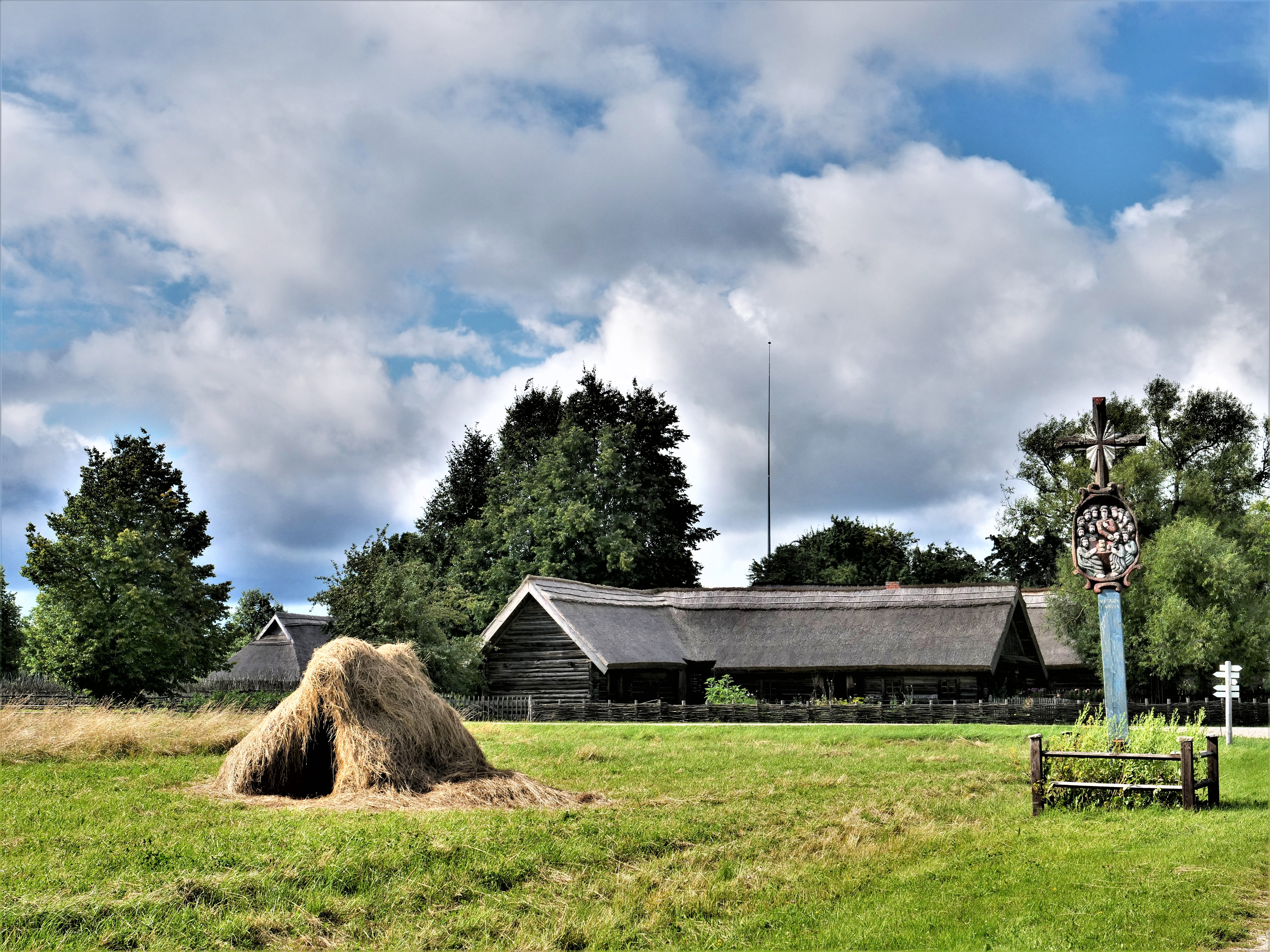
Litauisches Freilichtmuseum

Das bekannteste Museum von Kaunas ist das Čiurlionis-Museum, benannt nach Mikalojus Konstantinas Čiurlionis, dem großen Komponisten und Maler des Landes. Hier kann man nicht nur die Gemälde des Künstlers betrachten, sondern in einem extra dafür eingerichteten Raum auch seine Musik hören. Seit 2022 präsentiert das Museum außerdem eine Großinstallation des südafrikanischen Künstlers William Kentridge.
Vom Čiurlionis-Museum wenige Schritte entfernt auf der anderen Straßenseite liegt das Teufelsmuseum mit einer weltweit einmaligen Sammlung von Teufelsfiguren.
In der Zilinskas-Galerie direkt gegenüber dem Sobor, der neobyzantinischen Kirche am östlichen Ende der Fußgängerzone, wird u. a. westeuropäische Malerei ausgestellt, wie z. B. Bilder von Max Liebermann und Franz Marc.
George Maciunas, Fluxus-Mitbegründer, Weggefährte von Joseph Beuys und ebenfalls Superstar der zeitgenössischen Kunstszene, wurde in Kaunas geboren. Ihm ist in der städtischen Gemäldegalerie Kaunas  in der Donelaicio gatve 16, ebenfalls in der Nähe des Sobor, eine kleine Dauerausstellung gewidmet.
Das Maironis-Museum ist das zentrale Literaturmuseum Litauens. Es sammelt und bewahrt die Zeugnisse der litauischen Literatur von ihren Anfängen bis zur Gegenwart.
Das Vytautas-Magnus-Militärmuseum beherbergt eine Ausstellung über die litauische Militärgeschichte, die sich hauptsächlich auf die Zeit vor den Teilungen Polens sowie die Zeit von der Endphase des Ersten Weltkriegs bis hin zur sowjetischen Besetzung Litauens im Jahr 1940 und dem bis 1953 andauernden Widerstand durch die Waldbrüder genannten litauischen Partisanen umfasst. Die Kollaboration litauischer Militärs mit der deutschen Wehrmacht wird nur marginal erwähnt. Ereignisse wie die sowjetische Rückeroberung Litauens im Sommer und Herbst 1944 werden komplett ausgeklammert. Highlight der Ausstellung ist das Wrack des Flugzeugs, mit dem die Piloten Darius und Girėnas 1933 versuchten, von New York nach Kaunas nonstop zu fliegen. Das Gebäude des Museums befindet sich in einem baufälligen Zustand.
Der Historische Präsidentenpalast (litauisch Istorinė Prezidentūra) dokumentiert die ersten Jahre der Unabhängigkeit des Landes nach dem Ersten Weltkrieg und ebenso das Leben der Präsidenten seit 1990.
Am Ufer des Kaunasser Stausees liegt das Litauische Freilichtmuseum, eines der größten Freilichtmuseen Europas mit historischen Gebäuden aus allen Teilen Litauens.
Ferner gibt es ein zoologisches Museum, das 1919 gegründete Tadas-Ivanauskas-Zoomuseum Kaunas. Lebende Tiere wiederum gibt es in dem 1938 ebenfalls von dem Zoologen Tadas Ivanauskas im Ąžuolynas-Park gegründeten Zoo Kaunas, dem einzigen in Litauen, zu sehen.

### Orte der Altstadt

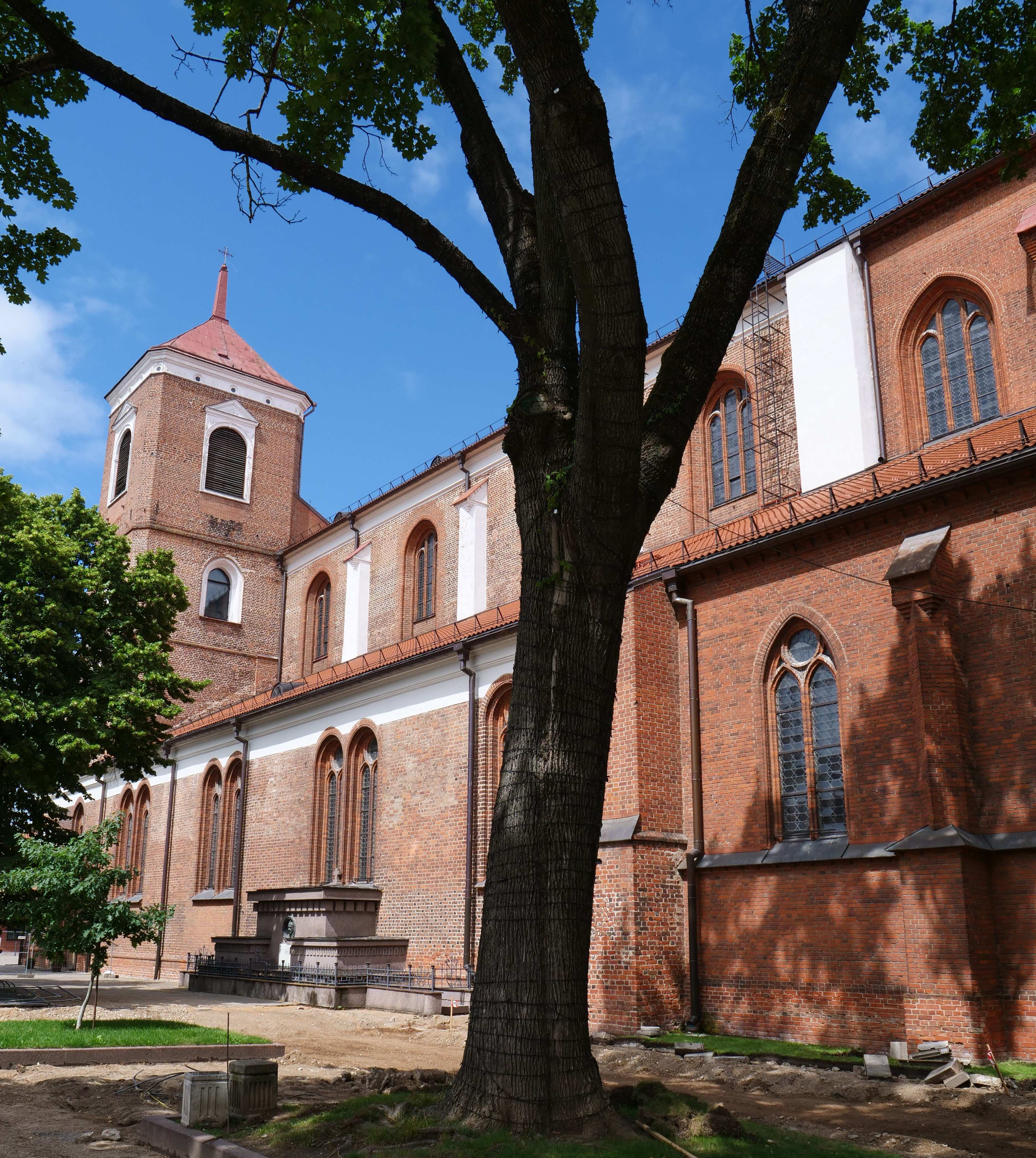
Kathedrale St. Peter und Paul

Die Altstadt Kaunas (lit. senamiestis) beherbergt viele gut erhaltene alte Bauwerke. Am Hauptplatz, dem historischen Rathausplatz, liegen die Peter-und-Paul-Kathedrale, die Jesuitenkirche St. Franziskus Xaverius und das historische Rathaus, das wegen seiner hohen, weißen Gestalt umgangssprachlich „Weißer Schwan“ genannt und als Standesamt („Hochzeitspalast“) genutzt wird.

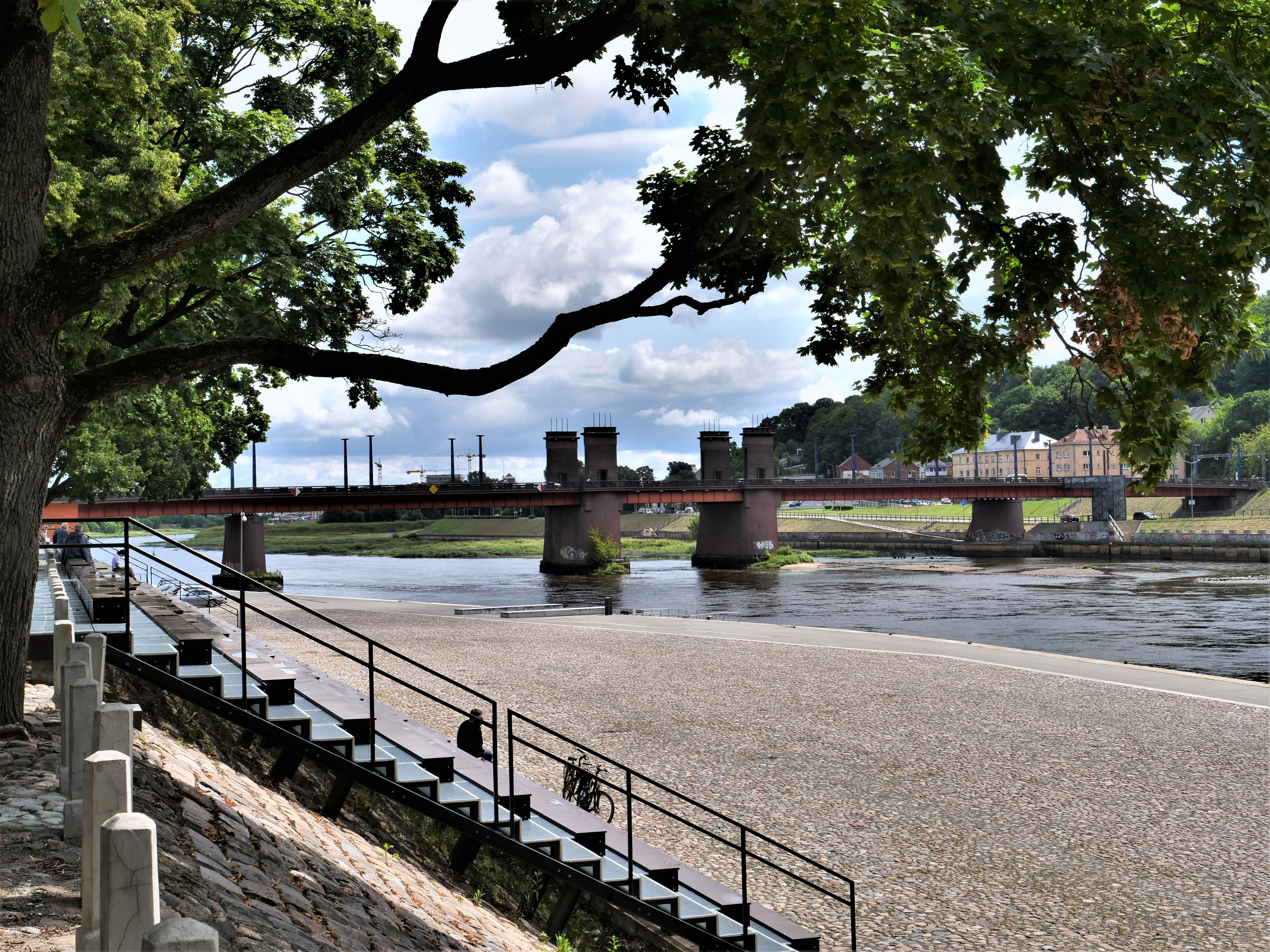
Memelbrücke zum Stadtzentrum
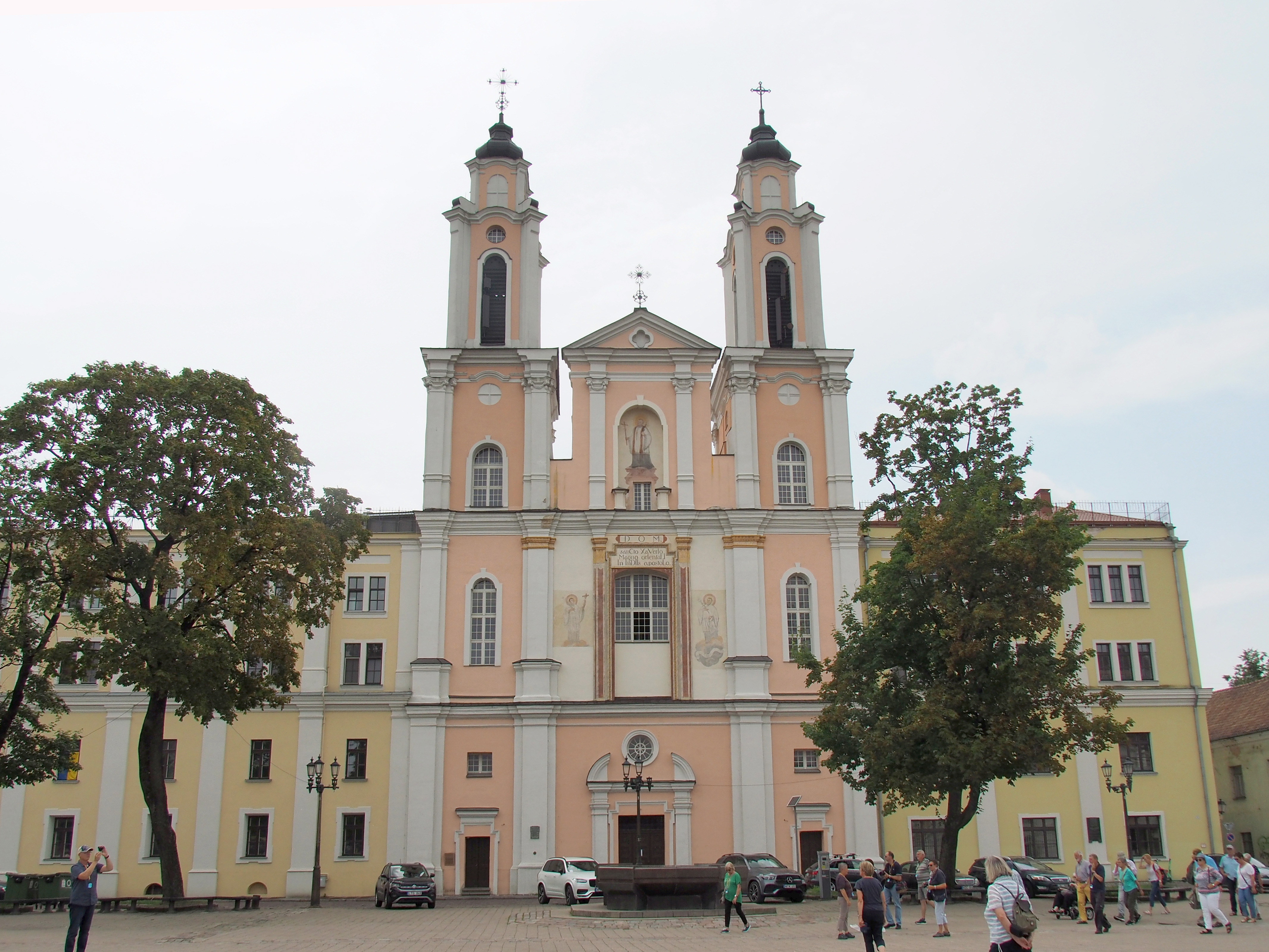
Jesuitengymnasium und -kirche am Rathausplatz
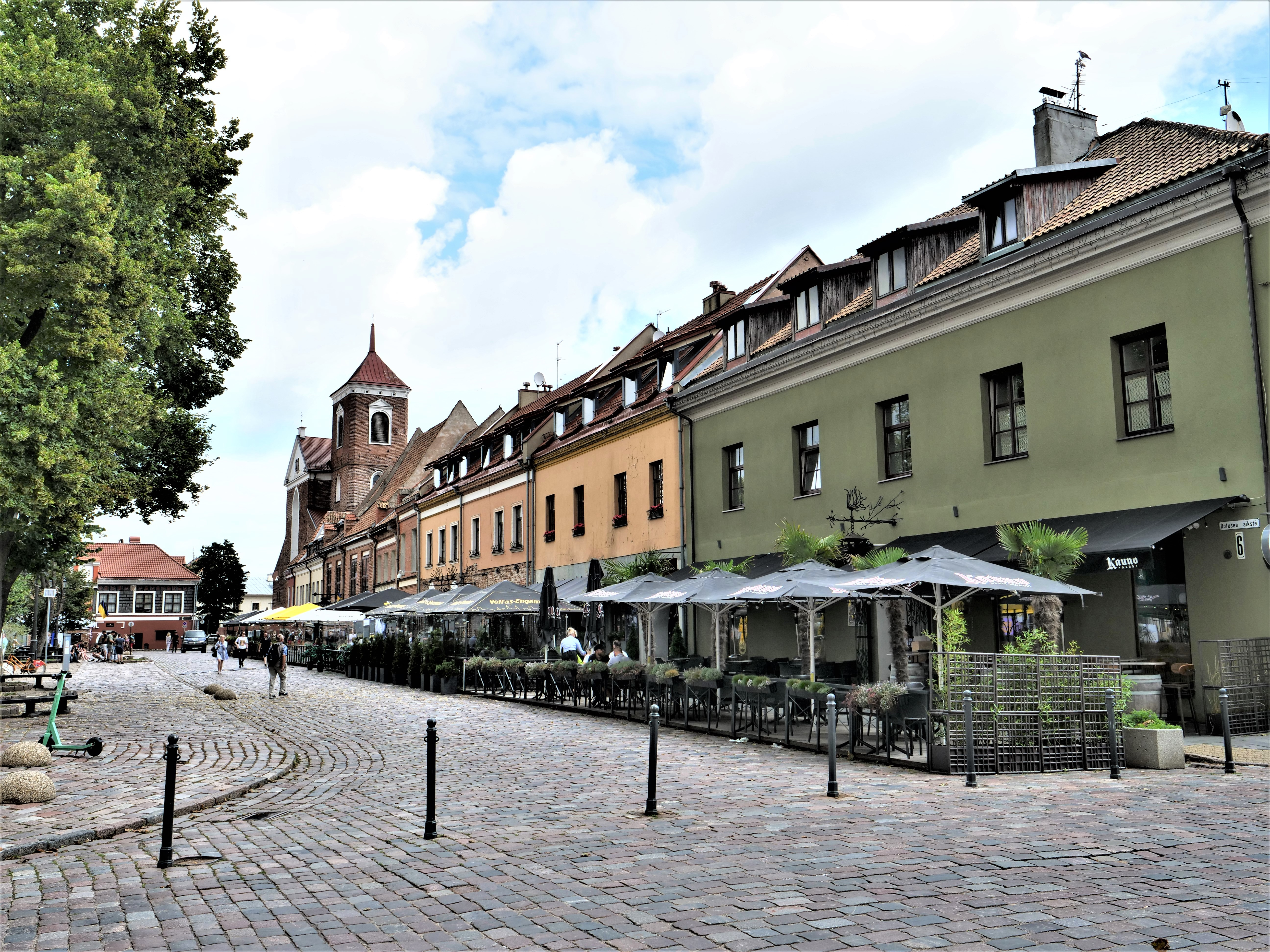
Altstadtansicht mit St. Peter und Paul
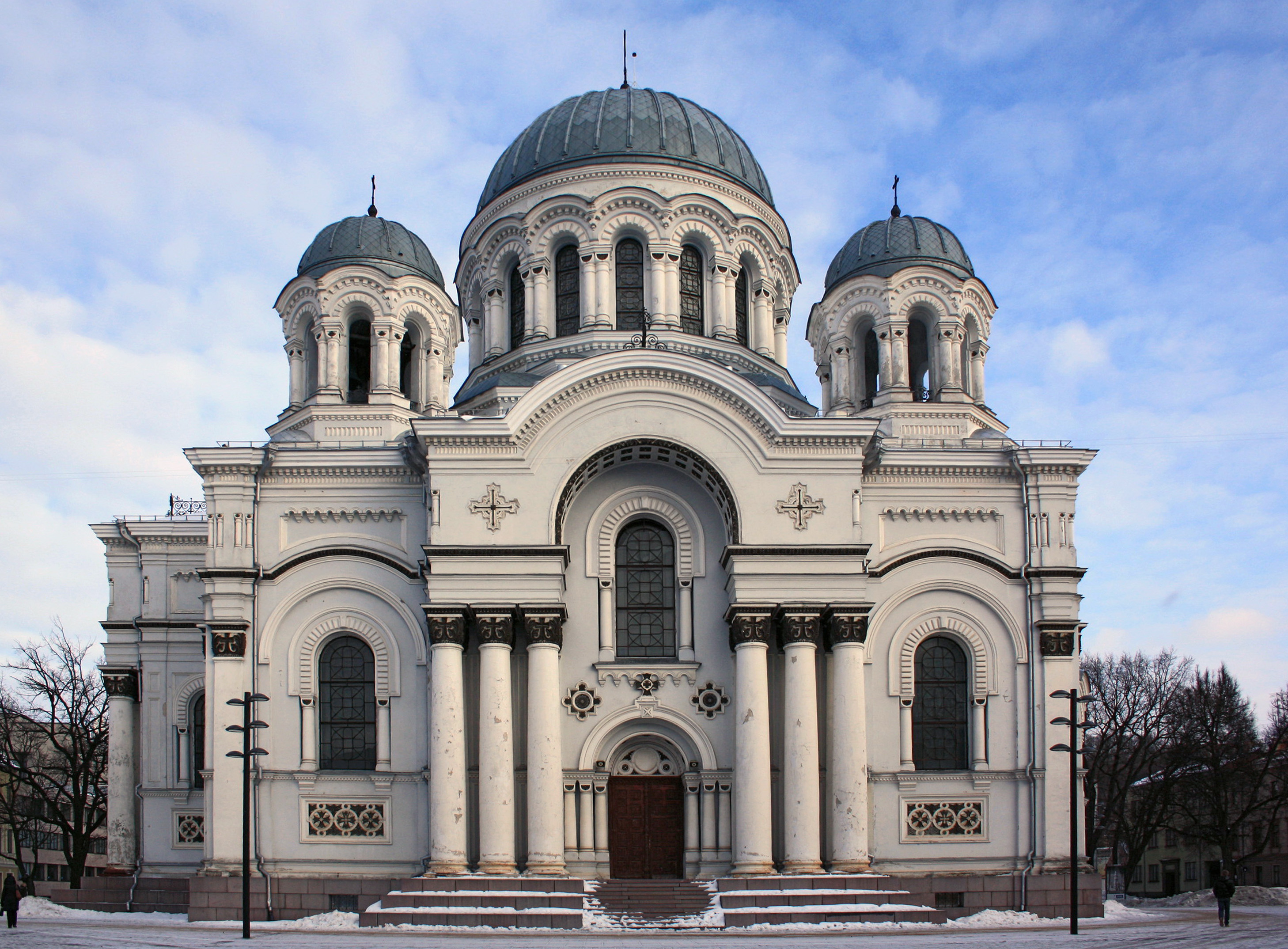
Garnisonskirche (Sobor)
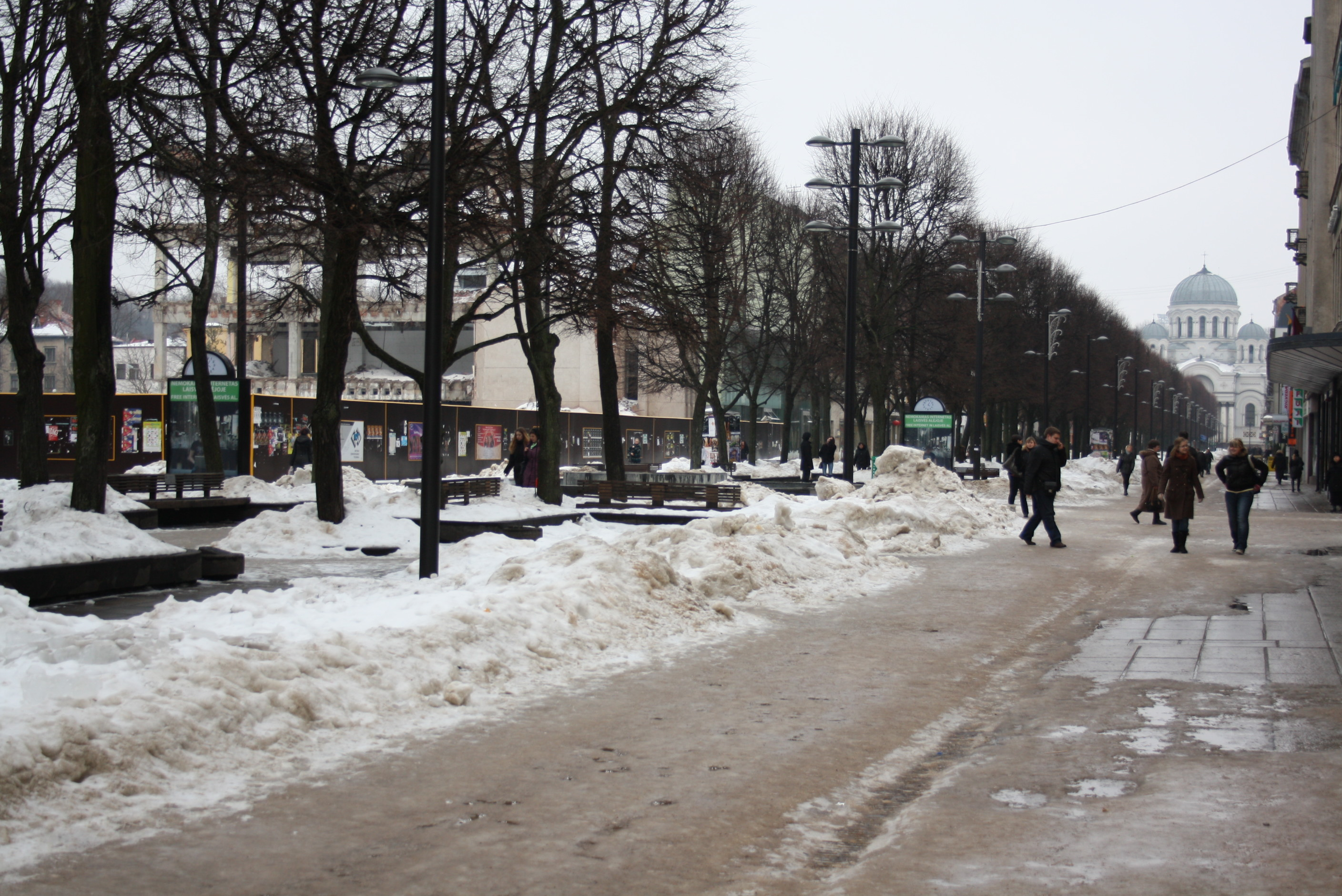
Fußgängerzone; im Hintergrund die Garnisonskirche
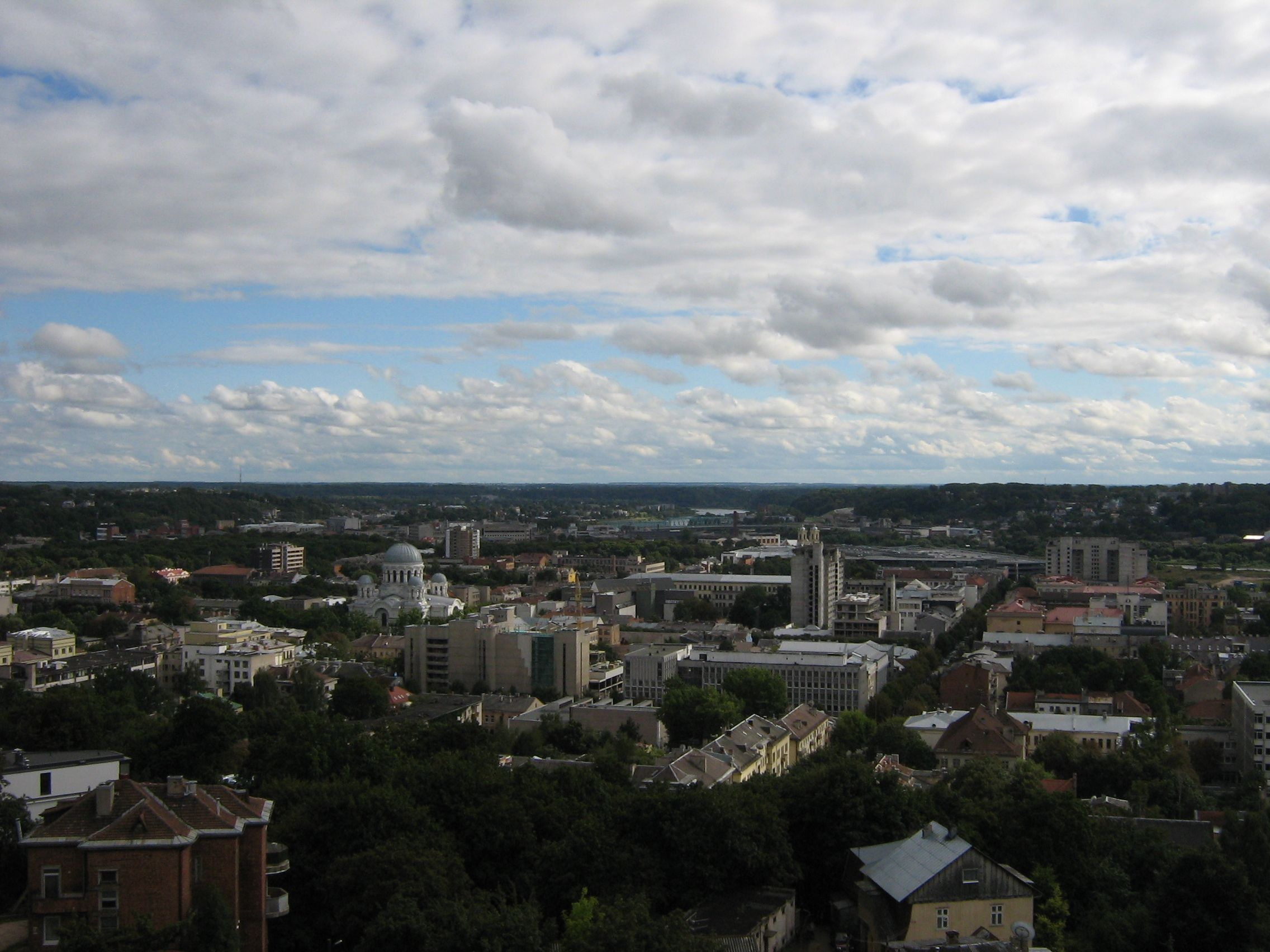
Stadtzentrum, Blick vom Kirchturm (2007)

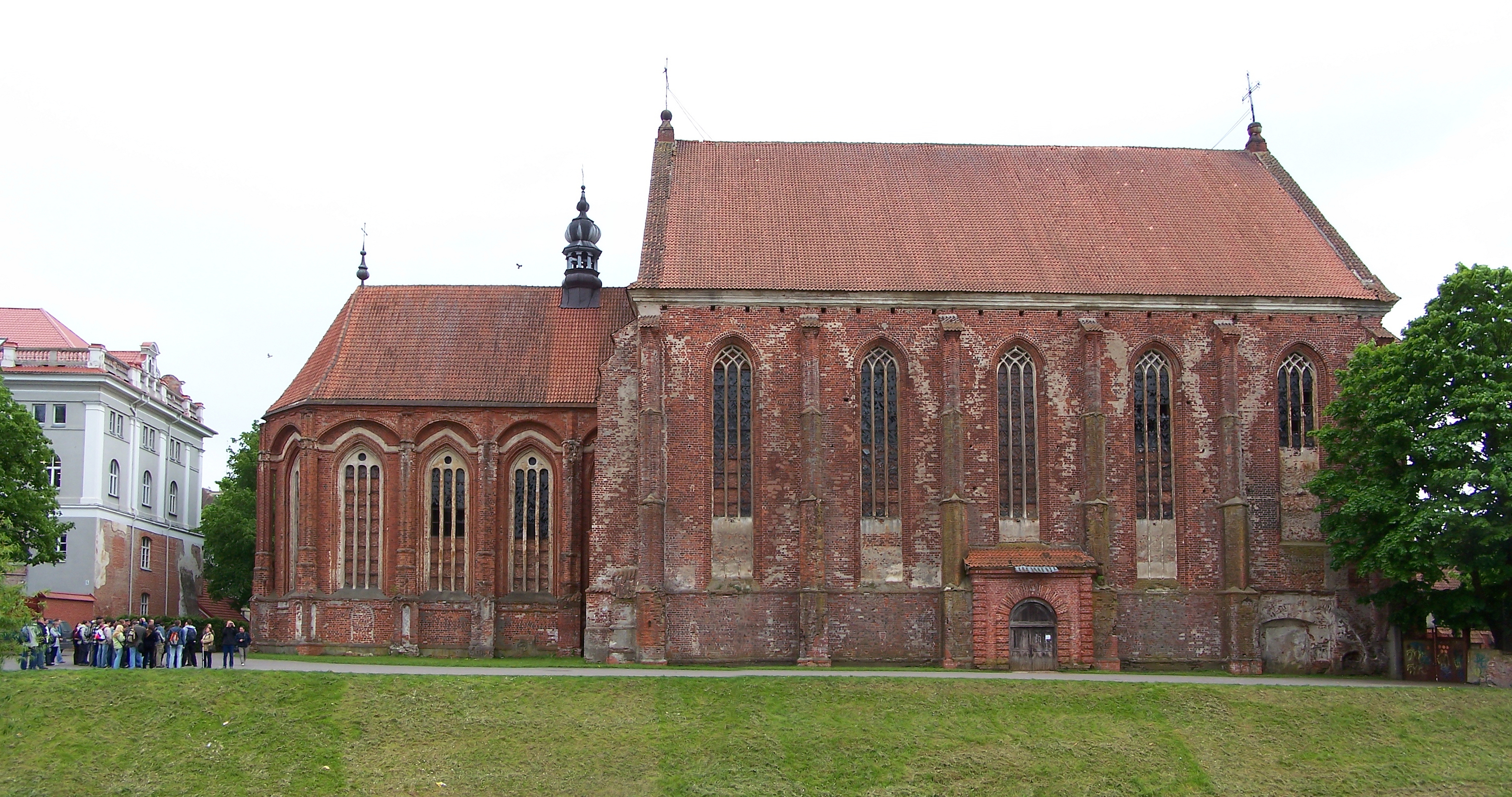
Sankt Georgs-Kirche

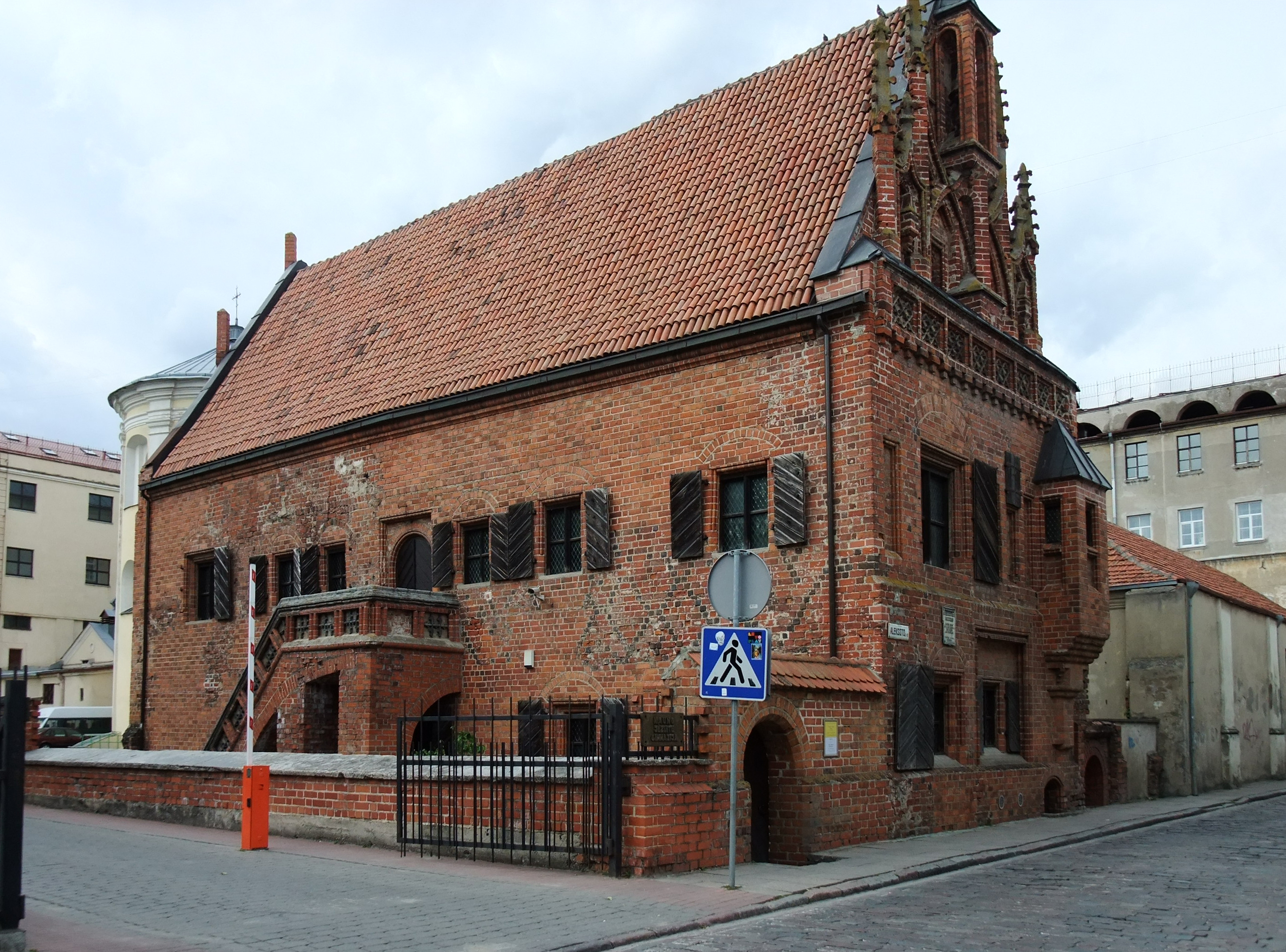
Perkunashaus

An der Nordseite des Rathausplatzes befindet sich im Haus Nr. 27, die Galerie Meno parkas der Litauischen Künstlervereinigung, in der regelmäßig Ausstellungen mit zeitgenössischer Kunst präsentiert werden. In der M. Valanciaus gatve 21, wenige Meter hinter der Kathedrale, hat die „Galerija Balta“, die Galerie der Textilkunst-Gilde Tekstilininkų ir dailininkų Gildija, der Vereinigung der litauischen Textilkünstler, ihren Sitz. In der Straße Šv. Gertrūdos 58 befindet sich das Multinationale Kulturzentrum Kaunas.
Ebenfalls unweit des Rathausplatzes liegen an der Neris die Ruine der Burg von Kaunas und die St.-Georgs-Kirche. In einer Seitengasse des Rathausplatzes zur Memel hin liegt das Perkunas-Haus, ein spätgotisches Bürgerhaus, in dem die Schüler des nahegelegenen Jesuiten-Gymnasiums während des Sommers Führungen veranstalten.
Auf die Hochterrassen oberhalb des Memeltales gegenüber der Altstadt fahren bis heute zwei in der Zwischenkriegszeit angelegte Standseilbahnen.

### Orte der Geschichte
Am östlichen Stadtrand von Kaunas, nahe dem Kaunasser Stausee (Kauno marios), liegt das Kloster Pažaislis, das nach seiner Renovierung zu den schönsten und ungewöhnlichsten Sakralbauten Litauens gehört.
Außerhalb des Zentrums in Žaliakalnis liegt die monumentale evangelisch-reformierte Auferstehungskirche, ein Bau der 1930er Jahre, der in der Sowjetzeit profaniert und erst 2004 erneut geweiht wurde.

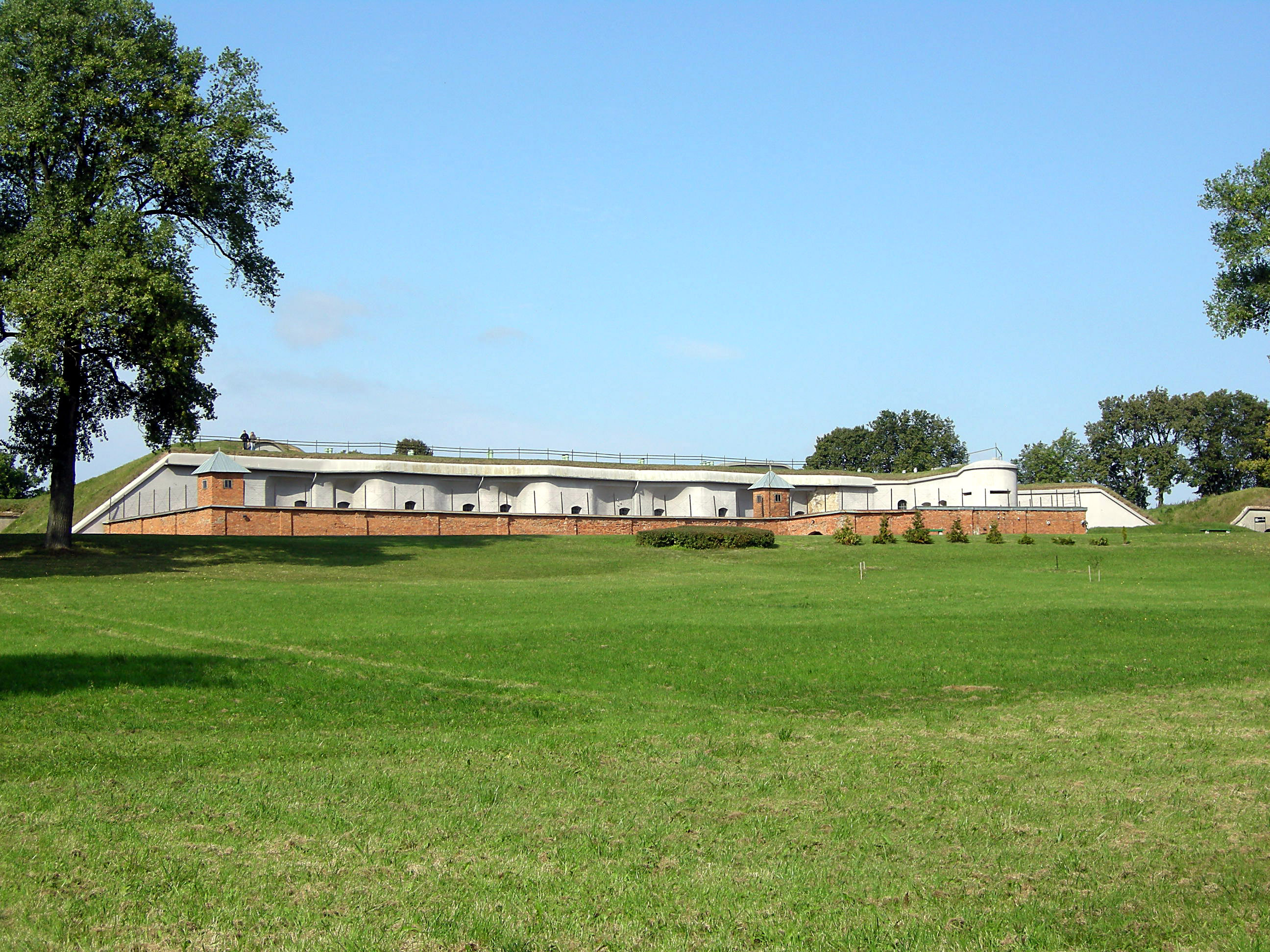
IX. Fort

An ein dunkles Kapitel der deutsch-litauischen Geschichte erinnert die Gedenkstätte im IX. Fort am nördlichen Stadtrand. In ihm und zwei weiteren Forts wurden während der deutschen Besatzung ungefähr 18.500 bis 50.000 jüdische Menschen aus Litauen und ganz Europa ermordet (siehe Abschnitt Neuzeit). Die Ausstellung im Fort befasst sich jedoch nicht nur mit den Vorgängen in Kaunas, sondern hat auch die Ermordung der jüdischen Bevölkerung in Litauen insgesamt zum Thema.
Am ehemaligen Flughafen im Stadtteil Aleksotas wurden 1933 die aus Deutschland überführten Leichname der litauischen Atlantikflieger Darius und Girėnas von einer riesigen Menschenmenge empfangen. Die beiden waren wenige Tage zuvor, von New York kommend, circa 150 km östlich von Berlin nach einer bis dahin hervorragenden fliegerischen Leistung tödlich verunglückt. Im zum Flughafengelände gehörenden Litauischen Luftfahrtmuseum Lietuvos Aviacijos Muziejus  gibt es, neben vielem anderen, eine umfangreiche Materialsammlung zu diesem Flug und zu den anschließenden gigantischen Trauerfeierlichkeiten in Kaunas.

## Verkehr
Ein Standortvorteil von Kaunas ist die Lage als der zentrale (Straßen-)Verkehrsknotenpunkt des Landes. Von Süd nach Nord verlaufend trifft hier die sogenannte „Via Baltica“ (Europastraße 67), die von Warschau über Riga und Tallinn nach Helsinki führt, auf die West-Ost-Hauptroute, die als Autobahn ausgebaute Strecke von Klaipėda nach Vilnius, die in der Fortsetzung über Minsk weiter nach Moskau führt. Kaunas liegt damit gegenwärtig verkehrsgünstiger als Vilnius, das sich nahe der EU-Außengrenze zu Belarus und damit verkehrstechnisch in einer Art „totem Winkel“ befindet.

### Fernbusse

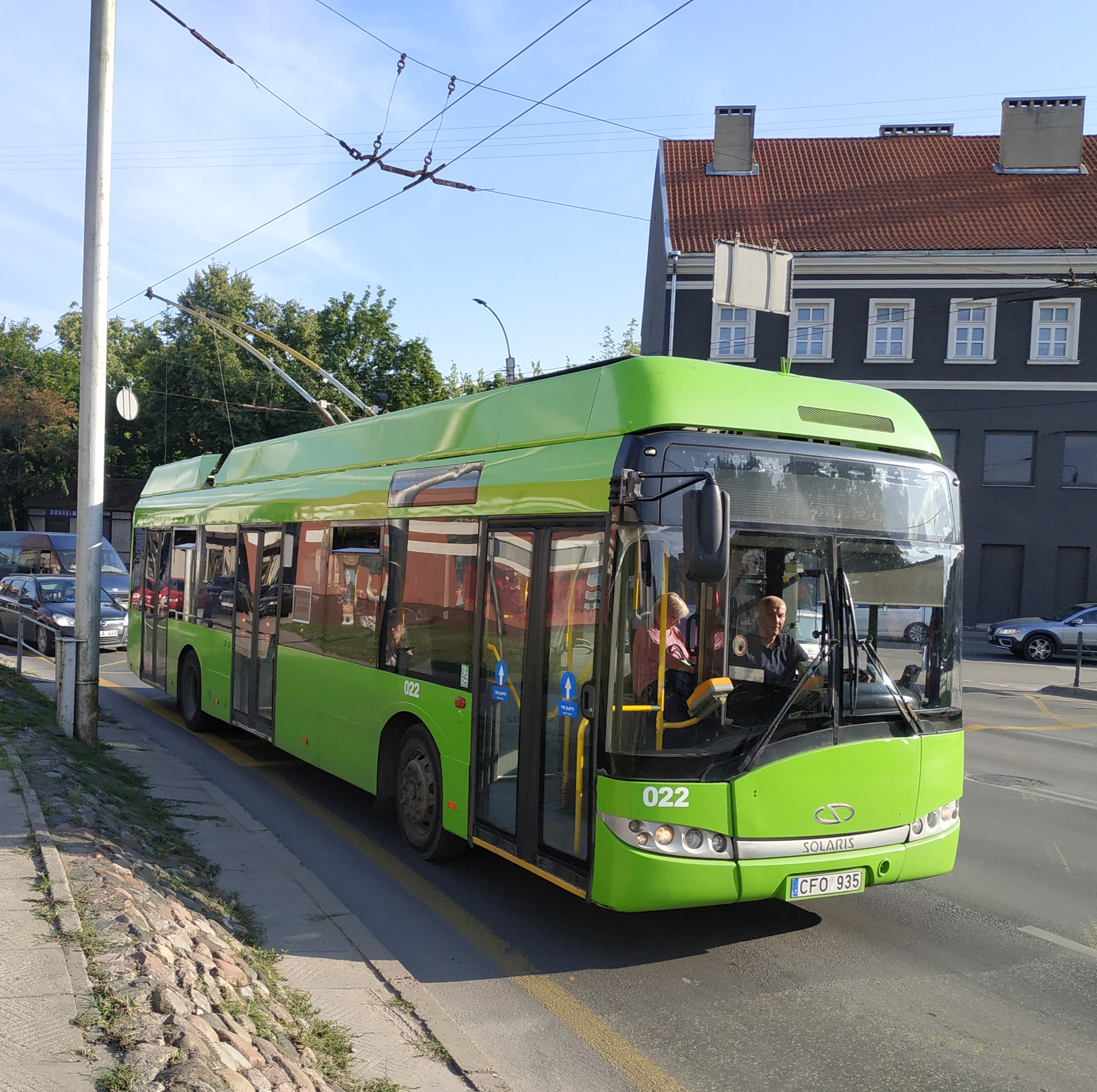
Obus in Kaunas

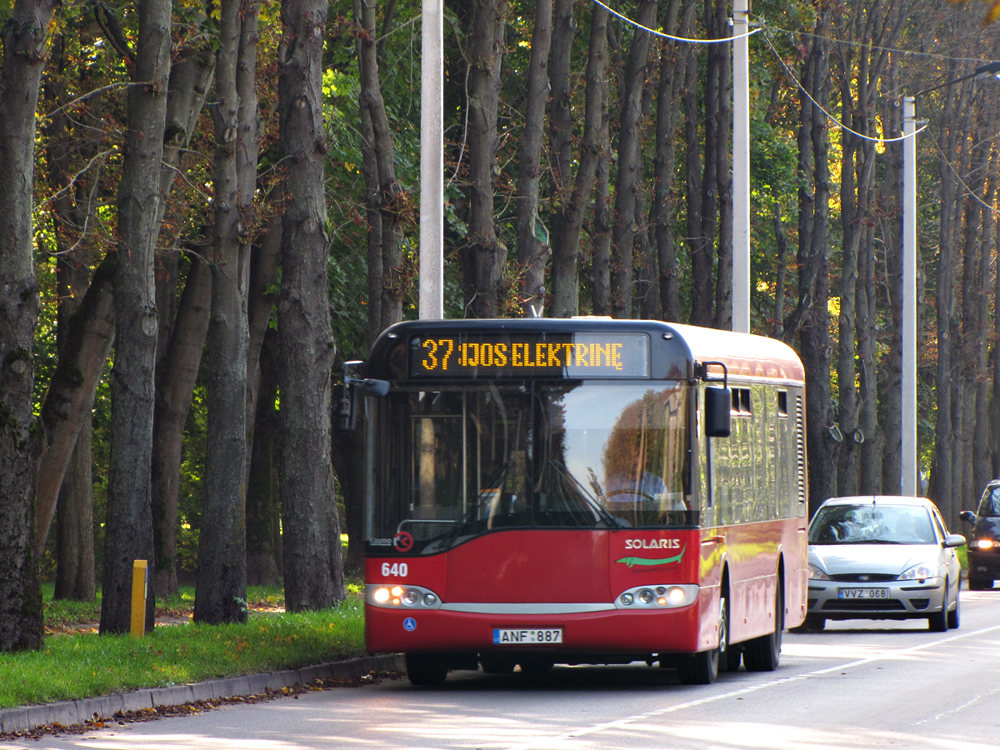
Bus in Kaunas

Fernbus-Verbindungen gibt es in alle größeren litauischen Städte sowie in sehr viele Kleinstädte, außerdem in sämtliche Nachbarländer und viele größere Städte in anderen Ländern der Europäischen Union. Die Busse nach Vilnius fahren tagsüber in einem 30-Minuten-Takt. Der Busbahnhof befindet sich nur wenige Gehminuten vom Bahnhof der litauischen Eisenbahn entfernt.

### Öffentlicher Personennahverkehr (ÖPNV)
Im städtischen Nahverkehr von Kaunas verkehren Omnibusse und Trolleybusse. Die Bahngesellschaft LTG Link betreibt ein kleines S-Bahn-ähnliches System von Vorortzügen. Hervorzuheben ist die Existenz eines sehr ausgedehnten Linientaxinetzes mit über 130 Linien, das die Masse des ÖPNV in Kaunas und in die Umgebung bewältigt.

### Eisenbahn

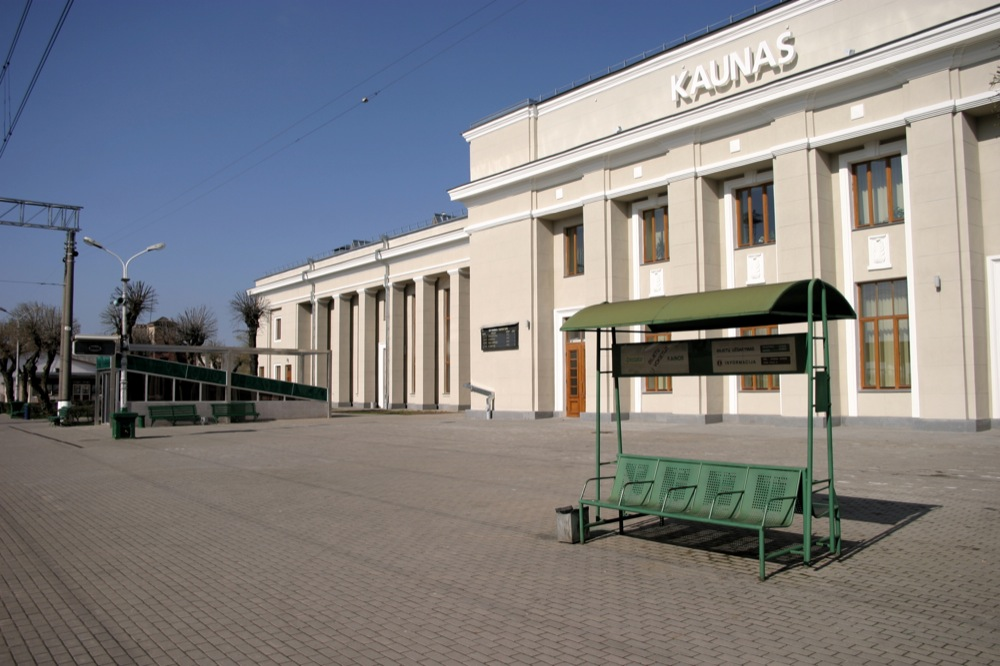
Bahnhof Kaunas

Der Bahnhof Kaunas ist der Zugang der Stadt zum Bahnverkehr. Es bestehen Verbindungen nach Vilnius, Šiauliai, Kybartai, Marijampolė und ab 2022 nach Białystok.
Die von der EU geförderten Bahnstrecke Rail Baltica hat 2021 Kaunas erreicht. Die weitere Strecke Richtung Tallinn ist in der Planungsphase (geplante Fertigstellung im Jahr 2025).
Die Schmalspurbahn Kaunas war von 1919 bis 1935 in Betrieb.
Im Stadtbezirk Petrašiūnų seniūnija befindet sich der Güterbahnhof Kaunas-Palemonas (Kauno Intermodalinis Terminalas, KIT).

### Flugverkehr

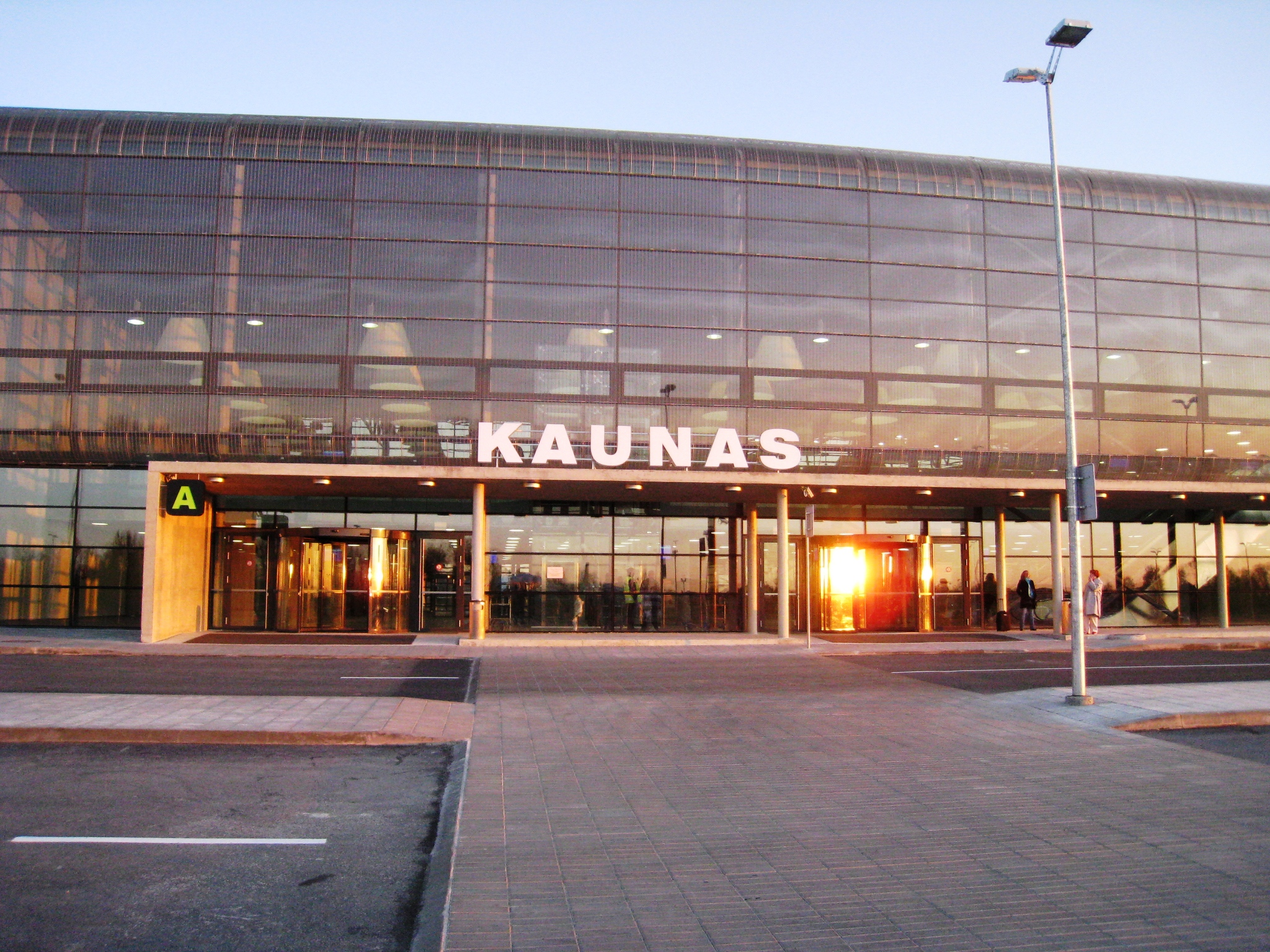
Flughafen Kaunas

Vom Flughafen Kaunas (IATA-Flughafencode: KUN) werden verschiedene europäische Ziele angeflogen.

### Schifffahrt
Kaunas ist für Binnenschiffe vom Kurischen Haff (Memel) her über die Memel (lit. Nemunas) erreichbar. Die Binnenschifffahrt spielt allerdings bislang anders als in sowjetischen Zeiten keine nennenswerte Rolle. Nachdem der alte Frachthafen privatisiert und wegen Unrentabilität geschlossen worden war, wurde ein neuer Hafen für die Frachtschifffahrt konzipiert. Daneben bestehen der Winterhafen und der Yachthafen.
Problematisch dabei ist auch, dass der Unterlauf der Memel ab Smalininkai die litauische und damit auch eine EU-Außengrenze zu Russland (ehem. Ostpreußen) ist. Es gibt Pläne, den sommerlichen Personenverkehr auf einem Schnellboot von Kaunas nach Nidden auf der Kurischen Nehrung, der vor einigen Jahren eingestellt worden war, wieder aufzunehmen.

## Persönlichkeiten

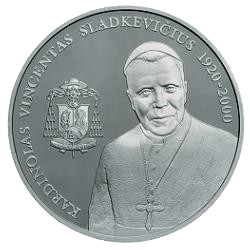
Kardinal Vincentas Sladkevicius (1920–2000) auf einer 50-Litas-Münze

### Töchter und Söhne der Stadt
Zu den bekannten Persönlichkeiten, die in Kaunas geboren wurden, zählen unter anderen:
- Valdas Adamkus, der frühere Präsident der Republik Litauen (* 1926)
- Nina von Stauffenberg, die Ehefrau des Hitler-Attentäters Graf von Stauffenberg (1913–2006)
- Mosche Arens, der ehemalige Außenminister Israels (1925–2019)
- Emmanuel Levinas, Philosoph (1906–1995)
- Mindaugas Tamošiūnas (1934–2011), Posaunist, Komponist und Orchesterleiter
- Aharon Barak, ehemalige Präsident des Obersten Gerichts in Israel (* 1936)

### Ehrenbürger
- 1993: Vincentas Sladkevičius (1920–2000), Erzbischof von Kaunas (1989–1996)
- 1994: Vytautas Landsbergis (* 1932), erste Staatsoberhaupt Litauens nach der Wiedererlangung der Unabhängigkeit 1990
- 1995: Bernardas Brazdžionis (1907–2002), Schriftsteller
- 1997: Algirdas Šocikas (1928–2012), Europameister der Amateurboxer 1953 und 1955 im Schwergewicht
- 1997: Arvydas Sabonis (* 1964), ehemaliger Basketballspieler
- 1997: Sigitas Tamkevičius (* 1938), Erzbischof von Kaunas (1996–2015)
- 2003: Rimantas Ruzas (1959–2002), litauischer Politiker
- 2005: Aleksander Kwaśniewski (* 1954), Präsident der Dritten Polnischen Republik (1995–2005)
- 2006: Valdas Adamkus (* 1926), Präsident der Republik Litauen (1998–2003, 2004–2009)
- 2015: Jurgis Brėdikis (1929–2021), Kardiochirurg, Professor, ehemaliger Politiker (Gesundheitsminister) und Diplomat

## Sonstiges

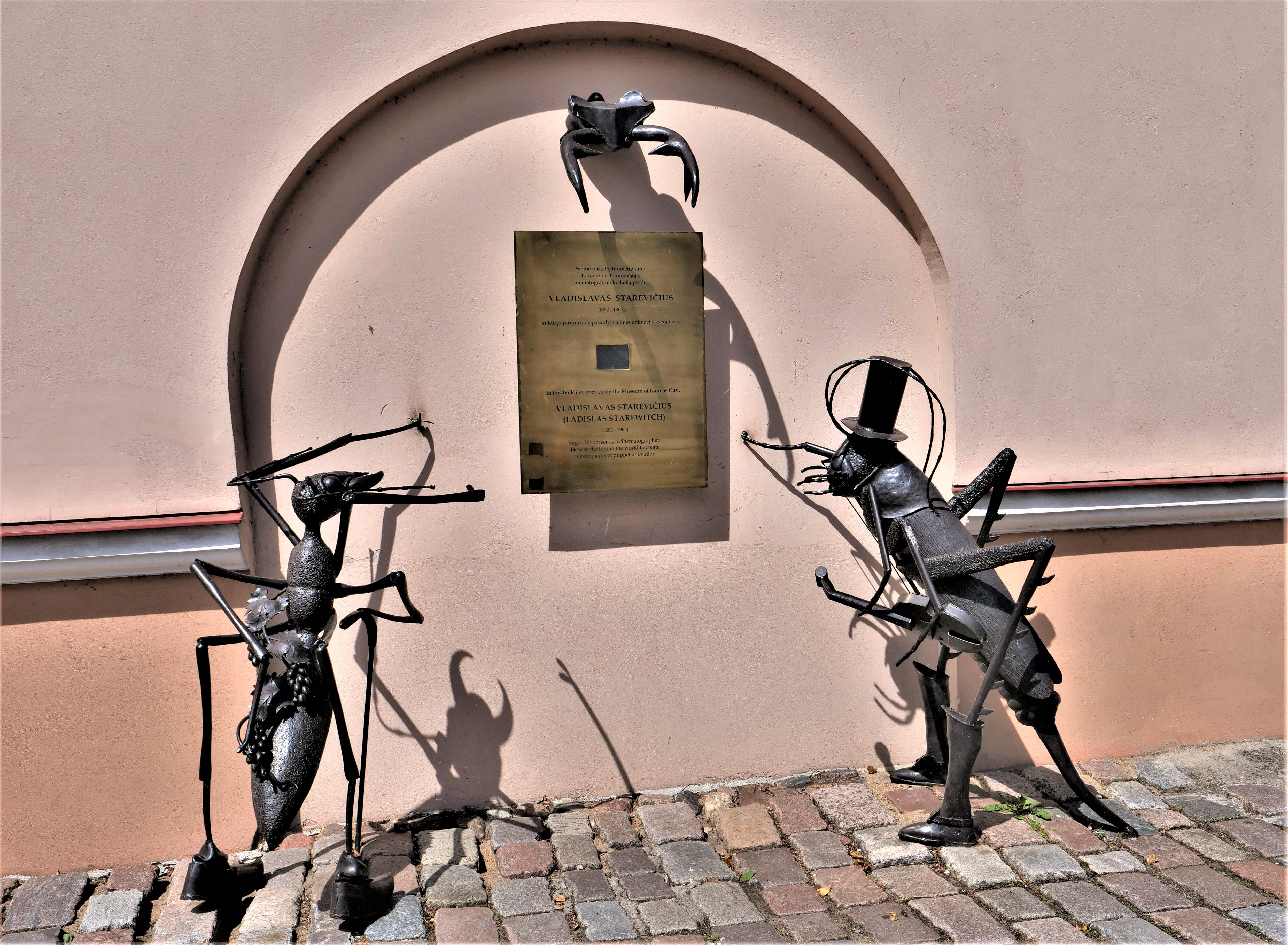
Installation und Gedenktafel für Władysław Starewicz in Kaunas

Der Asteroid (73059) Kaunas, der 2002 von den litauischen Astronomen Kazimieras Černis und Justas Zdanavičius entdeckt wurde, wurde im Jahr 2005 nach der Stadt benannt.